# Hermann Göring

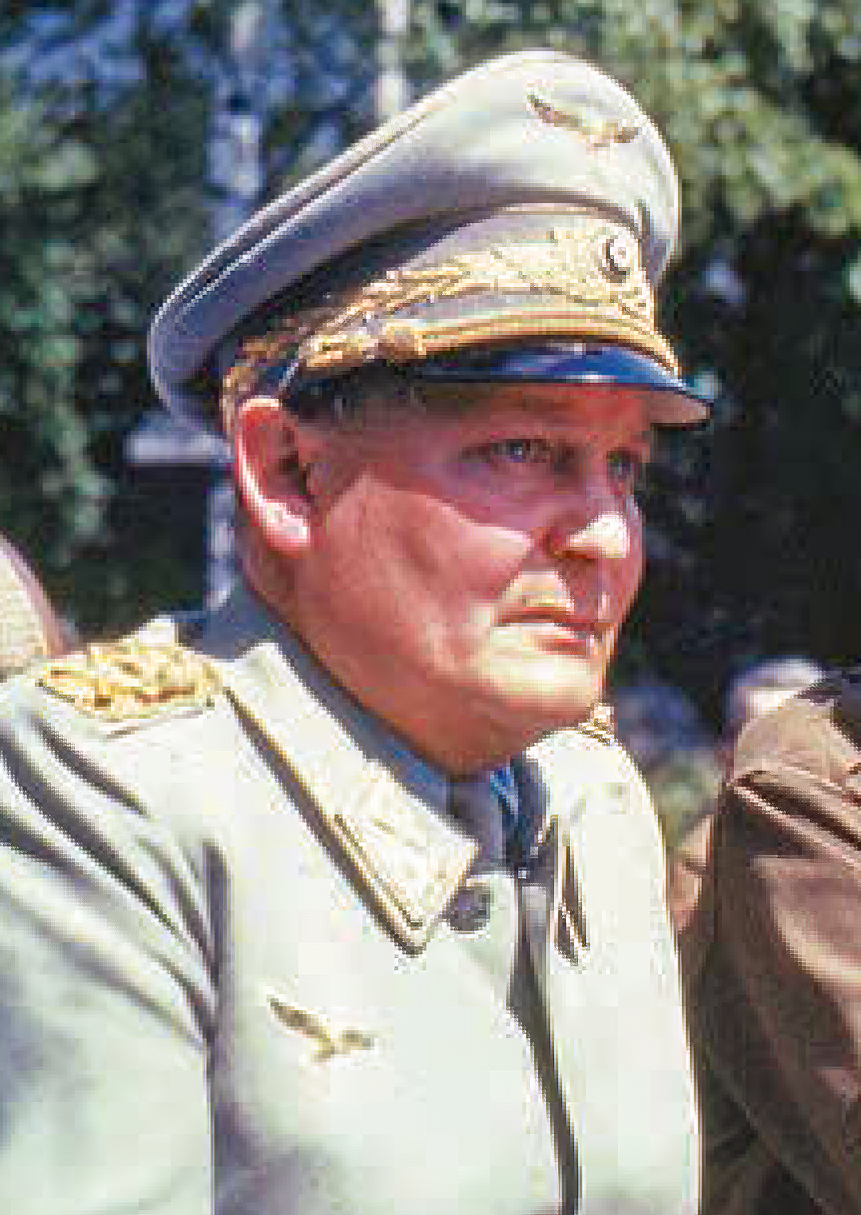
Hermann Göring in der Luftwaffenuniform eines Reichsmarschalls. In Augsburg-Bärenkeller nach seiner Verhaftung, 11. Mai 1945

Hermann Wilhelm Göring (* 12. Januar 1893 in Rosenheim; † 15. Oktober 1946 in Nürnberg) war ein deutscher nationalsozialistischer Politiker und Kriegsverbrecher. 1933 wurde er Reichsluftfahrtminister, ab Mai 1935 war er Oberbefehlshaber der Luftwaffe. Ab 1936/1937 übernahm er die Führung der deutschen Wirtschaft und des Reichswirtschaftsministeriums.
Göring hatte im Ersten Weltkrieg als mit dem Pour le Mérite dekorierter Jagdflieger einige Bekanntheit erlangt. Er nahm im November 1923 in München am Hitlerputsch teil und trug maßgeblich zum Aufstieg der NSDAP bei. Im August 1932 wurde er zum Reichstagspräsidenten gewählt. Am Tag der Machtergreifung ernannte Adolf Hitler ihn zum Reichsminister ohne Geschäftsbereich, zum Reichskommissar für den Luftverkehr und zum Reichskommissar für das preußische Innenministerium. Am 11. April 1933 wurde Göring auch Ministerpräsident Preußens.
In den beiden letzten Positionen war Göring maßgeblich an der Gleichschaltung und der Verfolgung der Opposition beteiligt, die er mit äußerster Brutalität betreiben ließ. Er war für die Gründung der Gestapo sowie die Einrichtung der ersten Konzentrationslager ab 1933 verantwortlich. Ab Oktober 1936 betrieb er als Beauftragter für den Vierjahresplan die weitere Aufrüstung der Wehrmacht zur Vorbereitung eines Angriffskrieges. Er leitete Maßnahmen im Zusammenhang mit dem „Anschluss“ Österreichs, mit denen österreichische und deutsche Nationalsozialisten im März 1938 die Eingliederung Österreichs in den NS-Staat veranlassten. In der Nacht auf den 12. März 1938 lösten – nach seinen telefonischen Drohungen, noch vor dem Einmarsch deutscher Einheiten – österreichische Nationalsozialisten das austrofaschistische Ständestaatsregime ab.
Er organisierte systematisch Wirtschaftsmaßnahmen gegen Juden und erließ am 12. November 1938 die Verordnung zur Ausschaltung der Juden aus dem deutschen Wirtschaftsleben.
In der Öffentlichkeit des In- und Auslands galt Göring bis zum Kriegsende als einer der einflussreichsten NS-Politiker. Tatsächlich verlor er, wie die historische Forschung später zeigte, vor und während des Krieges trotz einer Häufung von Ämtern und Titeln Schlüsselbefugnisse an konkurrierende NS-Funktionäre wie Heinrich Himmler und Joseph Goebbels. Als Chef der Luftwaffe geriet Göring wegen der Niederlage in der Luftschlacht um England (Mitte 1940 bis Anfang 1941), der beginnenden verheerenden Bombardierung des Reichsgebiets durch die Alliierten und des Scheiterns einer Luftbrücke bei der Schlacht von Stalingrad (Ende 1942) in Misskredit.
Am 31. Juli 1941 beauftragte er Reinhard Heydrich mit der Organisation des Völkermordes an den europäischen Juden (Holocaust), in der Sprache des Nationalsozialismus euphemistisch „Endlösung der Judenfrage“ genannt.
Ab 1942/43 (Zeit der Kriegswende) zog sich Göring – auf parteiinternen Druck hin wie auch aus eigenem Antrieb – zunehmend ins Privatleben zurück und pflegte einen dekadent-luxuriösen Lebensstil. Viele Ämter führte er seitdem – wenn überhaupt – nur noch in repräsentativer Weise aus.
Göring war einer der 24 im Nürnberger Prozess gegen die Hauptkriegsverbrecher vor dem Internationalen Militärgerichtshof Angeklagten. Er wurde am 1. Oktober 1946 in allen vier Anklagepunkten (Verschwörung gegen den Weltfrieden; Planung, Entfesselung und Durchführung eines Angriffskrieges; Verbrechen gegen das Kriegsrecht; Verbrechen gegen die Menschlichkeit) schuldig gesprochen und zum Tod durch den Strang verurteilt. Durch Suizid am Vorabend der Hinrichtung entzog er sich der Vollstreckung des Urteils.

## Leben

### Herkunft
Hermann Göring wurde während eines Kuraufenthalts seiner Mutter Franziska Göring (geborene Tiefenbrunn) im Marienbad, einem Hotel mit Heilbad, im oberbayerischen Rosenheim geboren. Der Vater Heinrich Ernst Göring war promovierter Jurist und diente zwischen 1885 und 1890 als erster Reichskommissar für Deutsch-Südwestafrika (heute Namibia) sowie zwischen 1892 und 1895 als Ministerresident für Haiti und die Dominikanische Republik. Die schwangere Mutter war von Port-au-Prince auf Haiti nach Rosenheim mit der Absicht gereist, ihren Säugling nicht dem tropischen Klima auszusetzen. Mit Datum vom 8. Februar 1893 wurde Göring in das Taufbuch der Evangelisch-Lutherischen Kirchengemeinde Rosenheim eingetragen.

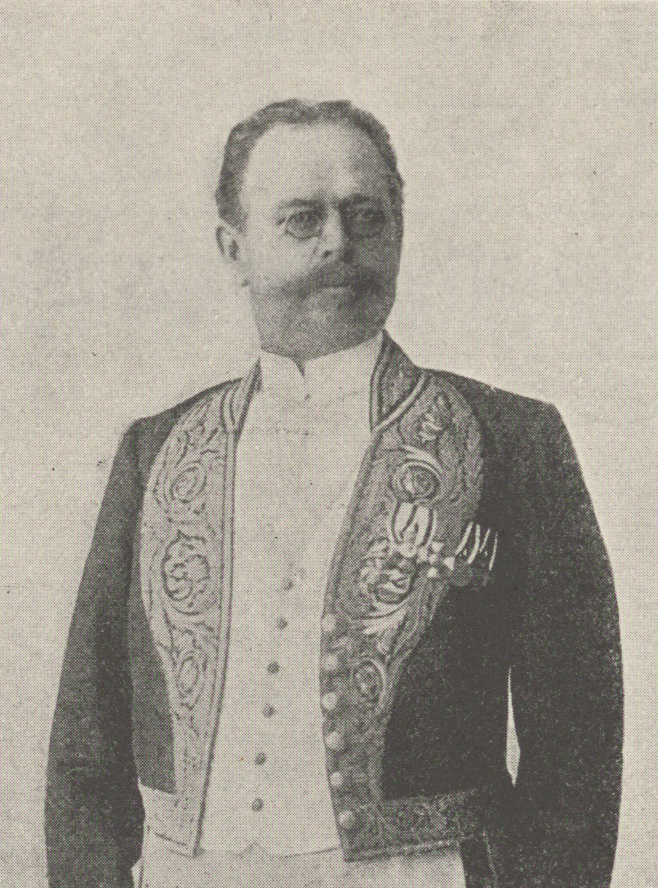
Vater Heinrich Ernst Göring (1839–1913)
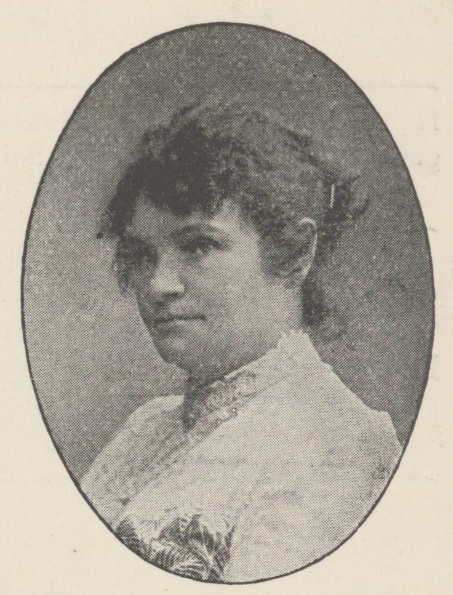
Mutter Franziska Göring, geb. Tiefenbrunn (1859–1923)
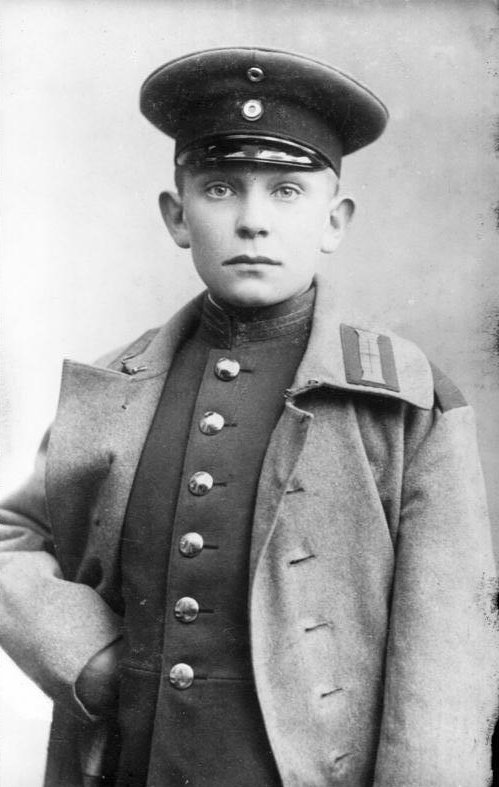
Hermann Göring als Kadett, 1907

Göring hatte vier Vollgeschwister: einen älteren Bruder, Karl Ernst Göring, zwei ältere Schwestern, Olga Therese Sophie Rigele und Paula Elisabeth Rosa Hueber (die beide in Österreich mit promovierten Notaren verheiratet waren, letztere mit dem Politiker und Nationalsozialisten Franz Hueber), sowie einen jüngeren Bruder, Albert Göring, der die nationalsozialistische Ideologie ablehnte. Außerdem besaß er vier Halbgeschwister aus der ersten Ehe seines Vaters (für Details siehe den Artikel Heinrich Ernst Göring#Ehen und Kinder).

### Kindheit und Jugend
Seine Mutter gab ihn die ersten drei Jahre zur Pflege an die Familie Graf in Fürth, während sie mit ihrem Mann in Haiti war. 1896 kehrten die Görings nach Deutschland zurück. Die Familie wohnte in den folgenden Jahren in dem Haus Fregestraße 19 in Berlin-Friedenau, das Hermanns Patenonkel, Hermann Epenstein (ab 1910 mit dem Adelsprädikat „Ritter von“), gehörte. Danach lebte die Familie Göring auf den Ländereien Epensteins, eines Arztes jüdischer Herkunft, mit dem sich Görings Vater in Deutsch-Südwestafrika angefreundet hatte. Epenstein stellte der Familie Göring die Burg Veldenstein (ca. 50 Kilometer nordöstlich von Nürnberg) als Wohnsitz zur Verfügung. Manche Sommer verbrachte die Familie als Epensteins Gäste auf dessen Burg Mauterndorf im Land Salzburg. Görings Mutter pflegte offen ein Verhältnis mit Epenstein. Bei Besuchen wohnte sie bei ihm, während der über 20 Jahre ältere Vater außerhalb der Burg logierte.
Göring wurde 1900 in Fürth in eine Privatschule eingeschult und besuchte ebendort von 1902 bis 1904 mit mäßigem Erfolg das Humanistische Gymnasium. Von 1904 bis 1905 war er ein Jahr Alumne des Gymnasiums Carolinum in Ansbach. In seinen „Kinderspielen ging es ständig um Krieg“.
Mit zwölf Jahren schickte ihn sein Vater in das Kadettenhaus in Karlsruhe. 1909 wechselte er an die Hauptkadettenanstalt (Oberstufe) in Lichterfelde bei Berlin, wo er neben einer militärischen Ausbildung (Exerzieren und Gefechtsübungen) allgemeinbildenden Unterricht (unter anderem in Französisch und Englisch) erhielt. 1911 absolvierte er das Fähnrichsexamen mit Auszeichnung und dem Prädikat „vorzüglich“. Seit März 1912 war er Fähnrich im 4. Badischen Infanterie-Regiment „Prinz Wilhelm“ Nr. 112. Im Januar 1913 bestand er das Abitur. Anschließend absolvierte er einen achtmonatigen Kriegsschulkurs, den er mit dem Offiziersexamen abschloss.

### Erster Weltkrieg

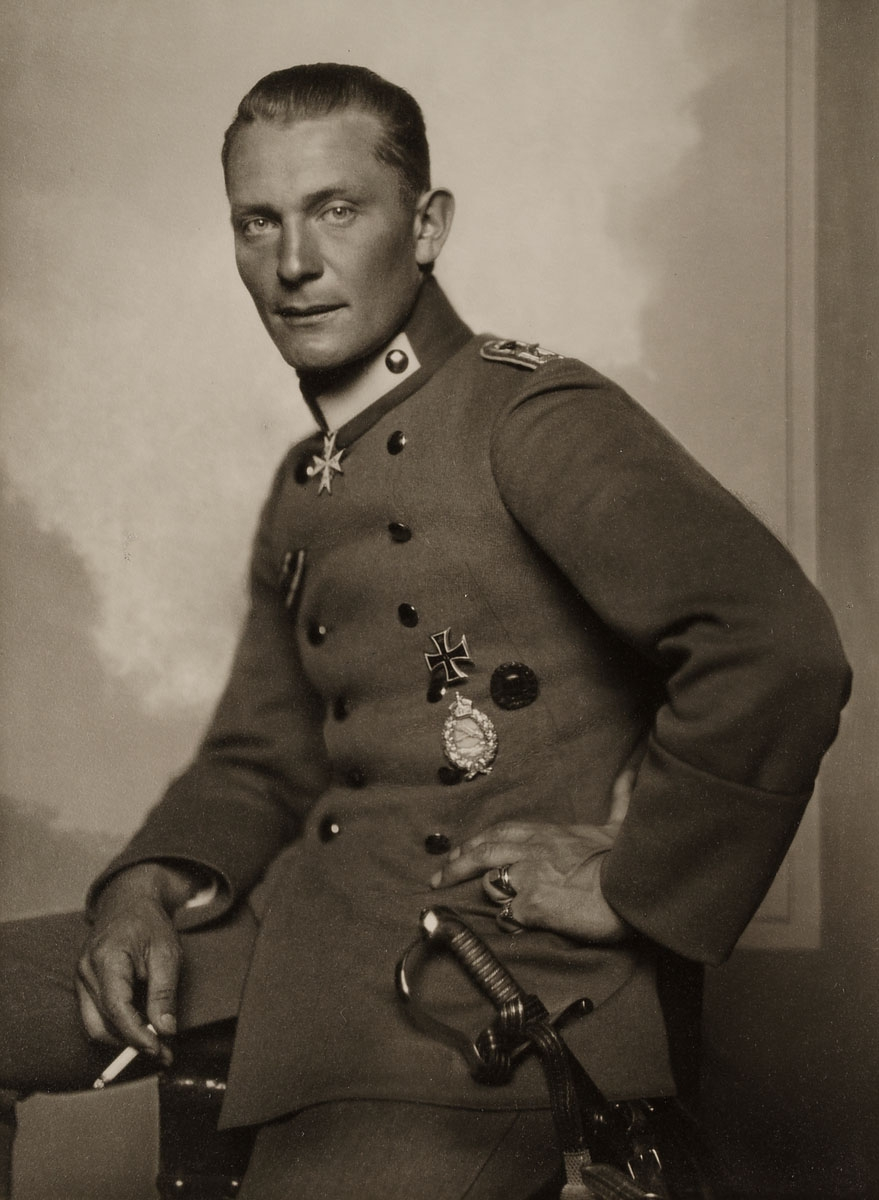
Göring im Jahr 1918 mit dem Eisernen Kreuz I. Klasse, dem Militär-Flugzeugführer-Abzeichen, dem Verwundetenabzeichen und dem Orden Pour le Mérite. Fotografie von Nicola Perscheid.

Den Ausbruch des Ersten Weltkriegs im August 1914 erlebte Göring mit seinem Regiment im elsässischen Mülhausen. Dort nahm er an kleineren Gefechten teil. Nach wenigen Wochen im Einsatz erkrankte er an Gelenkrheumatismus und musste sich im September 1914 im Freiburger Krankenhaus behandeln lassen. In Freiburg lernte er den Piloten und Heeresoffizier Bruno Loerzer kennen, der ihn für das Fliegen begeisterte. Am 16. Oktober 1914 wurde Göring zur Ausbildung als Beobachter der Fliegerersatzabteilung 3 in Darmstadt abkommandiert und am 28. Oktober zur Feldfliegerabteilung 25 versetzt. Große Anerkennung erfuhr Göring, als er Fotos von den feindlichen Stellungen aufnahm und an den Gefechtsständen des Korps ablieferte. Für eine besonders wichtige Bildmeldung bekam Göring am 25. März 1915 das Eiserne Kreuz I. Klasse verliehen. Ab dem 1. Juli 1915 absolvierte Göring an der Freiburger Fliegerschule eine Ausbildung zum Piloten.
Er wurde im September zur 5. Armee abkommandiert. Am 16. November 1915 errang er seinen ersten Luftsieg. Anfangs eskortierte er Bomberverbände, später wurde er Jagdflieger.
Am 14. März 1916 schoss er den ersten feindlichen Bomber ab. Nach einer Bruchlandung verbrachte Göring die Zeit vom 2. November 1916 bis zum Februar 1917 in verschiedenen Lazaretten.
Am 17. Mai 1917 wurde ihm die Führung der Jagdstaffel 27 übertragen. Er stieg am 18. August 1917 zum Oberleutnant auf. Nach seinem 19. Abschuss wurde ihm am 2. Juni 1918 der Orden Pour le Mérite verliehen. Als der Kommandeur des Jagdgeschwaders Nr. 1, Hauptmann Wilhelm Reinhard, im Juli 1918 bei einem Testflug tödlich verunglückte, wurde Göring am 6. Juli 1918 Kommandeur dieses als Richthofens „Fliegender Zirkus“ bekannten Geschwaders. Er flog unter anderem eine weiße Fokker D.VII. In seiner neuen Position errang er schließlich seinen 22. und letzten Luftsieg.

### Zeit der Weimarer Republik

#### Wechsel nach Schweden
Nach dem Waffenstillstand 1918 verlegte Göring sein Geschwader noch nach Deutschland zurück. Bei einer öffentlichen Versammlung in Berlin fiel er durch heftige Kritik am preußischen Kriegsminister Walther Reinhardt wegen dessen Eintretens für die Republik auf.
Göring ging als Militärberater nach Dänemark und später nach Schweden. Dort führte er die Maschinen von Anton Herman Gerard Fokker vor. Am 2. August 1919 erwarb er eine schwedische Fluglizenz und übernahm Aufträge für die Svenska Lufttrafik Aktiebolag.
Am 13. Februar 1920 reichte er von Stockholm aus seinen Abschied bei der Reichswehr ein, die nach den Bestimmungen des Versailler Vertrages keine Luftstreitkräfte besitzen durfte. Dabei beantragte er seine nachträgliche Beförderung zum Hauptmann und verzichtete auf etwaige Versorgungsansprüche. Im Juni 1920 wurde seinem Antrag stattgegeben.

#### Erste Ehe
Am 20. Februar 1920 flog Göring vom Stockholmer Flughafen Lindarängen aus den Forschungsreisenden Eric von Rosen auf dessen Gut Rockelstad. Göring musste aufgrund von schlechten Wetterbedingungen dableiben. Daraufhin lernte er dort seine erste Frau, die Schwedin Carin Freifrau von Kantzow, geb. Freiin Fock, kennen, die unglücklich verheiratet war und einen Sohn namens Thomas hatte. Göring und Carin von Kantzow verliebten sich sofort. Nachdem sie ihrem Mann Nils von Kantzow gesagt hatte, dass sie sich in Göring verliebt hatte, verließ sie ihn und den gemeinsamen Sohn Thomas und lebte mit Göring an verschiedenen Orten in Schweden und ab 1921 in Hochkreuth bei Bayrischzell. Am 13. Dezember 1922 willigte Carins Gatte in die Scheidung ein und erhielt die Vormundschaft für Thomas. Am 25. Januar 1923 heiratete Göring die vier Jahre ältere Carin in Stockholm. Die Trauung wurde am 3. Februar 1923 am neuen Wohnort der Görings in Obermenzing bei München wiederholt.

#### Studium in München
Göring immatrikulierte sich 1921 an der Universität München, um ab Winter 1922 Geschichte, Volkswirtschaft und Staatswissenschaften zu studieren. Zu seinen Professoren gehörten der Historiker Karl Alexander von Müller und der Staatsrechtler Hans Nawiasky.
An einem Sonntagabend im November 1922 ging Göring auf den Münchner Königsplatz zu einer Protestkundgebung gegen die von den Siegermächten geforderte Auslieferung deutscher Generäle und hörte Rednern verschiedener Parteien und Organisationen zu. Ihm imponierte Hitlers Weigerung, „Proteste in die Welt hinauszuschreien, ohne die Möglichkeit zu haben, ihnen mit Machtmitteln Nachdruck zu verleihen“. Am Montag darauf hörte er in der montaglichen NSDAP-Versammlung im Café Neumayr am Viktualienmarkt Hitler gegen den Friedensvertrag von Versailles sprechen.

#### Kommandeur der SA
Hitler ernannte Göring Anfang 1923 zum Kommandeur der Sturmabteilung (SA). Göring entzog die SA dem Einfluss der Organisation Consul, organisierte sie neu und schuf ein eigenes Oberkommando. An Stelle der bisherigen organisierten Hundertschaften traten Sturmkompanien in der unteren Struktur – diese wurden in der höheren zu Sturmbataillonen und Sturmregimentern zusammengefasst. Organisatorisch wurde die SA von der NSDAP abgenabelt und von einer Parteitruppe in einen Wehrverband umgewandelt. Hitler forderte zudem, dass die NSDAP kein aus dem Hintergrund gesteuerter Geheimbund, sondern eine „moderne“, offen agierende Massenpartei werden solle. Daher war es durchaus konsequent, die SA dem Einfluss Hermann Ehrhardts, des Führers der Organisation Consul, zu entziehen.

#### Hitlerputsch und Flucht
In seiner Funktion als SA-Kommandeur nahm Göring zudem am 9. November 1923 am Hitlerputsch  teil. Da er äußerst dilettantisch vorbereitet war, konnte er von einer Einheit der bayerischen Landespolizei schnell beendet werden. Göring wurde durch einen Schuss in den Oberschenkel verletzt – einige englischsprachige Autoren sprechen von einem Schuss in die Hüfte und einem in die Leiste – und von Mitputschisten in den Hof des Hauses Residenzstraße 25 getragen. Der jüdische Eigentümer des Anwesens, Robert Ballin, nahm den stark blutenden Göring bei sich auf. Ballin und seine Frau wurden auf Betreiben Görings nach den Novemberpogromen 1938 aus dem KZ Dachau freigelassen.
Göring gelang unter Begleitung seiner Frau Carin die Flucht nach Österreich. Aufgrund von Schmerzen erhielt er in einem Innsbrucker Krankenhaus Morphin-Injektionen – der Beginn seines Morphinismus. Als in München der Hitler-Prozess stattfand, hielt Göring sich nach wie vor in Österreich auf und wurde im April 1924 schließlich aufgefordert, das Land zu verlassen. Er ging nach Italien und hielt sich als Bevollmächtigter Hitlers in Venedig und Rom auf, um Kontakt zu Benito Mussolini aufzunehmen. Görings Ziel war es, Mussolini dazu zu bewegen, die NSDAP finanziell zu unterstützen, was jedoch fehlschlug, da Mussolini ihn wegen seiner personellen Nichtigkeit nicht empfing.
Im Frühjahr 1925 zog er mit Carin in eine Wohnung in Stockholm und verfiel hier weiter der Drogensucht. Im August 1925 wurde er in eine Klinik eingewiesen und erlitt nach einer Entziehungskur im Oktober einen Rückfall, weshalb er in die Nervenheilanstalt Långbro im Stockholmer Stadtteil Älvsjö eingeliefert wurde. Schon nach wenigen Wochen konnte Göring die Klinik als geheilt wieder verlassen und erhielt eine ärztliche Bescheinigung, dass er während der Behandlung nie Anzeichen einer Geisteskrankheit gezeigt habe.

#### Rückkehr nach Deutschland
Die vom Reichstag im August 1925 erlassene, nach dem neuen Reichspräsidenten Paul von Hindenburg benannte Amnestie für politische Straftäter erlaubte Göring die Rückkehr nach Deutschland. Er nahm am 3. und 4. Juli 1926 am NSDAP-Parteitag in Weimar teil, auf dem sich herausstellte, dass man ihn aus der Liste der Parteimitglieder wegen Abwesenheit gestrichen hatte. Göring kehrte nach Schweden zurück, wo er wegen Morphiummissbrauchs erneut in die Klinik von Långbro eingeliefert wurde. Nach 19 Tagen Aufenthalt konnte er die Klinik am 26. September 1927 wieder verlassen. 1929 will er die Droge endgültig abgesetzt haben.
Göring kehrte Ende 1927 endgültig nach Deutschland zurück und etablierte sich erfolgreich als Vertreter von Zulieferfirmen der Luftfahrtindustrie. Erneut trat er in die NSDAP und SA ein und knüpfte Kontakte zu alten Fliegerkameraden wie Bruno Loerzer, Ernst Udet und Paul Körner. Der zu Geld gekommene Loerzer stellte ihn dem Vorstandsmitglied der Lufthansa Erhard Milch vor und führte ihn in die „besseren Kreise“ ein. Mit Carin wohnte Göring nun in Berlin-Schöneberg und zog nach den Reichstagswahlen vom 20. Mai 1928 in den Reichstag ein. Später wurde er von Hitler zum SA-Gruppenführer ernannt. Bei seinen Besuchen in Berlin war Hitler ein häufiger Gast bei den Görings. Ab Juni 1929 gehörte Göring dem Aufsichtsrat der Deutsche Luft Hansa AG an. Nach der Reichstagswahl vom 14. September 1930, die der NSDAP beträchtliche Stimmengewinne einbrachte, ernannte ihn Hitler, der weiter in München blieb, formell zu seinem „politischen Beauftragten in der Reichshauptstadt“. Göring versuchte, die nationalsozialistische Bewegung in der besseren Gesellschaft hoffähig zu machen. So veranstaltete er 1931 in seiner Wohnung ein Treffen zwischen Fritz Thyssen, Hjalmar Schacht und Adolf Hitler. Nach diesem Treffen verteilte Thyssen einige Spenden an nationalsozialistische Zeitungen. Vor allem aber unterstützte er seinen Freund Hermann Göring, um ihm einen adäquaten Lebens- und Wohnstil zu ermöglichen. Beide engagierten sich zur gleichen Zeit auch gemeinsam in der antidemokratischen Gesellschaft zum Studium des Faschismus.
Im Sommer 1931 reisten die Görings nach Schweden, wo Carins Mutter am 25. September unerwartet starb. Sie selbst starb wenige Wochen später am 17. Oktober 1931 an Tuberkulose. Göring nannte später in Andenken an sie sein pompöses Anwesen in der Schorfheide bei Groß Schönebeck „Carinhall“. Er ließ die sterblichen Überreste Carins in Schweden exhumieren und nach Carinhall überführen, wo sie am 20. Juni 1934 im Beisein Hitlers und der Nazi-Führung bestattet wurden.

#### Reichstagspräsident 1932

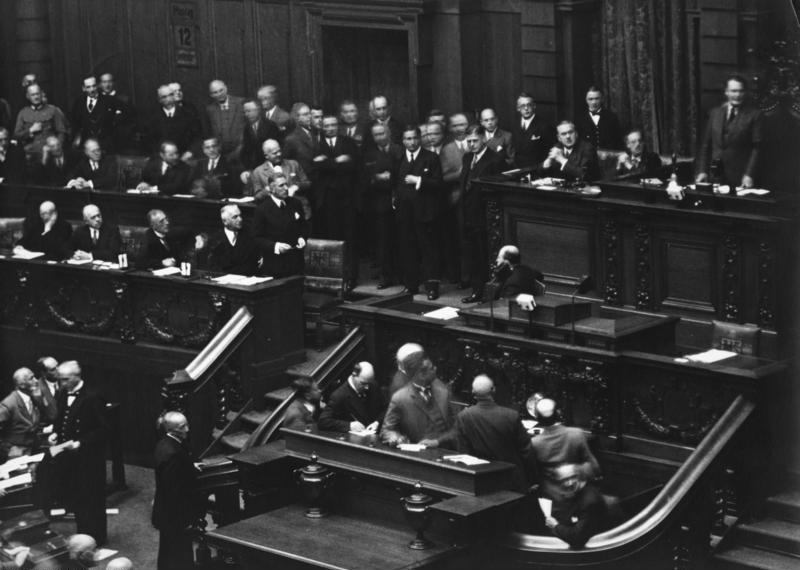
Reichstagspräsident Göring (rechts oben) ignoriert in der Sitzung vom 12. September 1932 Reichskanzler Franz von Papen

Nachdem in der Reichstagswahl Juli 1932 die NSDAP erstmals zur stärksten Partei geworden war, konnte sich Göring in der ersten Sitzung des Reichstags am 30. August 1932 bei der Wahl zum Reichstagspräsidenten gegen die Kandidaten Paul Löbe (SPD), Ernst Torgler (KPD) und Franz Stöhr (NSDAP) durchsetzen. Mit Unterstützung der bürgerlichen Parteien erhielt Göring 367 von 583 gültigen Stimmen und konnte damit bereits im ersten Wahlgang die absolute Mehrheit auf sich vereinen. Damit hatte die NSDAP zunächst das dritthöchste Amt in der Weimarer Republik besetzt.
In der Reichstagssitzung vom 12. September 1932 erreichte Göring durch einen Verfahrenstrick, dass trotz einer bereits erlassenen Verfügung des Reichspräsidenten Paul von Hindenburg zur Auflösung des Reichstags noch über ein Misstrauensvotum gegen das Kabinett Papen abgestimmt werden konnte. Vor Beginn der Abstimmung, als Franz von Papen die wenige Minuten zuvor erlassene und von ihm gegengezeichnete Auflösungsverfügung Hindenburgs bekanntgeben wollte, übersah Göring absichtlich den sich stehend zu Wort meldenden Reichskanzler (dem er zu diesem Zeitpunkt gemäß Artikel 33 der Reichsverfassung sofort das Wort hätte erteilen müssen) und erklärte die Abstimmung für eröffnet. Anschließend verwies er auf die Geschäftsordnung, wonach während einer Abstimmung keinerlei Wortmeldungen mehr zulässig seien. Mit 513 zu 42 Stimmen sprach der Reichstag dem Kabinett Papen daraufhin das Misstrauen aus. Erst jetzt nahm Göring die Auflösungsverfügung zur Kenntnis, tat sie aber mit der Bemerkung ab, sie sei von Männern gegengezeichnet, denen der Reichstag gerade das Misstrauen ausgesprochen habe. Da Papen allerdings die Mappe mit der Auflösungsverfügung noch vor dem Ende der Abstimmung auf Görings Pult gelegt hatte, war der Reichstag dennoch rechtskräftig aufgelöst und das Misstrauensvotum formal ungültig; das für Papen blamable Ergebnis der Abstimmung aber war öffentlich.
Bei den daraufhin für den 4. November 1932 ausgeschriebenen Neuwahlen zum Reichstag musste die NSDAP zwar Stimmenverluste hinnehmen, blieb aber die stärkste Fraktion. Göring wurde erneut mit bürgerlicher Mehrheit zum Reichstagspräsidenten gewählt. In den folgenden Monaten hatte er entscheidenden Anteil an der Zerschlagung der Weimarer Republik.

### Zeit des Nationalsozialismus

#### Görings Rolle bei der Festigung der NS-Diktatur

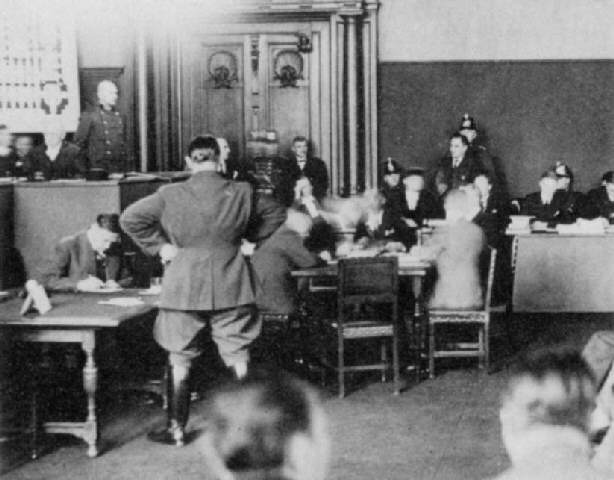
Göring (mit dem Rücken zum Betrachter stehend, die Fäuste in der Taille) beim Reichstagsbrandprozess, 4. November 1933
Fotografie von Robert Sennecke

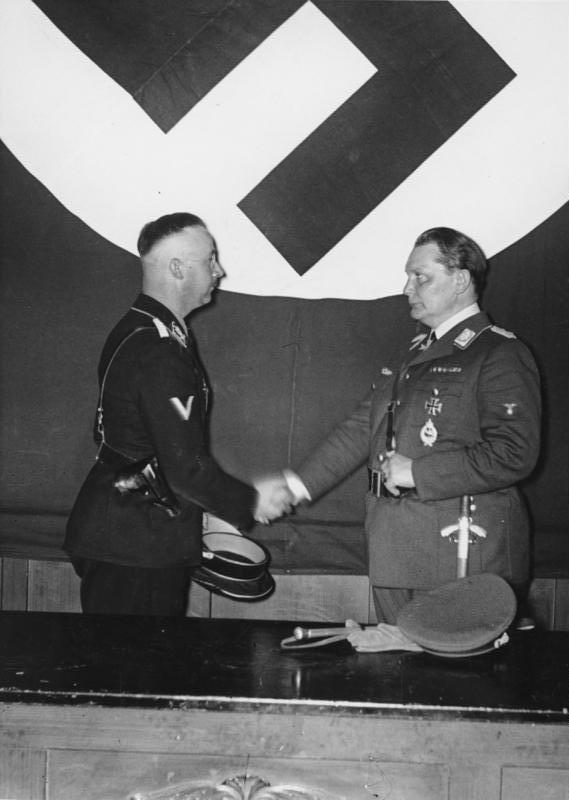
Göring (rechts) ernennt Himmler zum Inspekteur der Gestapo, 20. April 1934

Am 30. Januar 1933 ernannte Reichspräsident von Hindenburg Adolf Hitler zum Reichskanzler. Dieser holte Göring und Wilhelm Frick als einzige nationalsozialistische Minister in sein Kabinett. Göring wurde Reichsminister ohne Geschäftsbereich, Reichskommissar für das preußische Innenministerium und Reichskommissar für Luftfahrt. Als kommissarischer Innenminister war er Dienstherr der gesamten preußischen Polizei. Damit spielte er bei der Machtübernahme und dem Aufbau des NS-Regimes eine entscheidende Rolle, da man sich nur mittels der Kontrolle über die Ordnungsorgane der politischen Gegner entledigen konnte (siehe auch Hilfspolizei). Den ihm vorgesetzten kommissarischen Preußischen Ministerpräsidenten Franz von Papen überging er. Nach dem Rücktritt von Papens in dieser Funktion wurde Göring am 11. April 1933 zum Ministerpräsidenten von Preußen ernannt.
Bereits am 17. Februar 1933 hatte er die Polizeibeamten angewiesen, mit „nationalen Verbänden“ (SA, SS und Stahlhelm), „in deren Kreisen die wichtigsten staatserhaltenden Kräfte vertreten sind, das beste Einvernehmen herzustellen“. Zeitgleich formulierte er wörtlich: „Polizeibeamte, die in Ausübung dieser Pflichten (gegen staatsfeindliche Organisationen) von der Schußwaffe Gebrauch machen, werden ohne Rücksicht auf die Folgen des Schußwaffengebrauchs von mir gedeckt“. Dies bedeutete praktisch die Anordnung eines Schießbefehls („Schießerlass“) und beinhaltete die unverhohlene Aufforderung zu politischer Willkür zum Nutzen der NSDAP. Den regulären Polizeieinheiten wies Göring mit Erlass vom 22. Februar zusätzlich SA- und SS-Einheiten als Hilfspolizei zu. Nach dem Reichstagsbrand am 27. Februar 1933 wurden die Grundrechte außer Kraft gesetzt: Nun begann ein ungehemmter Terror gegen echte und vermeintliche Gegner des neuen Regimes, der bis zu den Reichstagswahlen im März 1933 anhielt. Auf Görings Initiative hin wurden nun die ersten Konzentrationslager eingerichtet, in denen Polizei und SA festgenommene Oppositionelle inhaftierten.
Im April 1933 wurde Göring preußischer Ministerpräsident. Um sich eine eigene Machtbasis unabhängig von der Partei zu verschaffen, löste er mit Erlass vom 26. April 1933 die Preußische Geheimpolizei aus dem Polizeiapparat heraus und schuf das Geheime Staatspolizeiamt (Gestapa), welches ihm direkt unterstellt war. Das Gestapa war gegenüber allen preußischen Polizeidienststellen weisungsbefugt und unterstand seinem Vertrauten Rudolf Diels, der bereits zur Zeit der Weimarer Republik im preußischen Innenministerium mit der Bekämpfung des Kommunismus befasst gewesen war. Am 20. April 1934 übertrug Göring das Amt Heinrich Himmler, blieb aber formell Chef der Gestapo.
Im Juni 1933 gehörte Göring zu den Gründungsmitgliedern der nationalsozialistischen Akademie für Deutsches Recht Hans Franks.
Der linkssozialistische Rote Stoßtrupp berichtete 1933 mehrfach über Korruption, Lügen und Prunkgehabe Görings. Dieser ließ daraufhin erfolglos in eigenen Reihen nach Geheimnisverrätern fahnden. Er erkannte nicht, dass der Hausmeister seiner Dienstvilla Sozialdemokrat und Vertrauter von Rudolf Küstermeier war. 1934 setzte sich Göring dafür ein, dass der Prozess gegen die Führungsriege der Widerstandsgruppe vom Leipziger Reichsgericht an den Volksgerichtshof verlegt wurde.
Im Juni 1934 übernahm Göring eine Schlüsselrolle bei der Ermordung von Ernst Röhm und etwa 200 weiteren Personen. Gemeinsam mit Hitler und anderen Spitzen des Regimes hatte er zuvor eine „Reichsliste“ der zu Ermordenden und Festzunehmenden verfasst. Sein persönlicher Polizeiapparat nahm an den Verhaftungen und Erschießungen aktiv teil. Mit der Ermordung zahlreicher Führungskräfte der SA und weiterer Prominenter Persönlichkeiten, zu denen unter anderem der frühere Reichswehrminister und Reichskanzler Kurt von Schleicher zählte, beseitigten die Kräfte der SS, des SD und der Gestapo Kritiker und mögliche Kontrahenten der nationalsozialistischen Macht. Zwischen 150 und 200 Personen wurden zur eigenen Machtsicherung in diesen Tagen ermordet.
Als Reichstagspräsident verlas Göring am 15. September 1935 vor dem nach Nürnberg einberufenen Reichstag die Nürnberger Gesetze, welche einstimmig angenommen wurden.
Göring war bei der Bevölkerung (vor dem Bombenkrieg) populär. Seine Yacht Carin II nutzte er ab 1937 intensiv als Propagandainstrument, um sich volksnah zu inszenieren. Sein Hang zu Pompösem und zu prunkvollen Uniformen brachte ihm den Spitznamen „Lametta-Heini“ ein.

#### Reichsminister der Luftfahrt

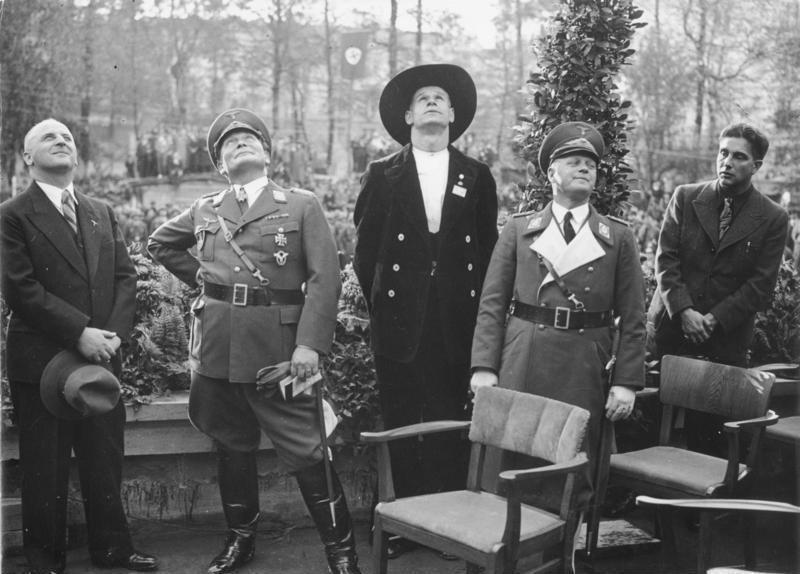
Richtfest des Reichsluftfahrtministeriums am 12. Oktober 1935 mit Ernst Sagebiel (1. v. l.), Göring (2. v. l.) und Erhard Milch (4. v. l.)

Am 30. Januar 1933 wurde Göring von Hitler zum Reichskommissar für den Luftverkehr bestellt. Am 2. Februar folgte die Umbenennung des Amts in Reichskommissar für die Luftfahrt. In dieser Funktion verfügte Göring Ende März den Zusammenschluss sämtlicher Luftsportorganisationen zum Deutschen Luftsportverband.
Im Zuge der Umwandlung des Reichskommissariats für Luftfahrt in das Reichsluftfahrtministerium wurde Göring am 5. Mai 1933 Reichsminister der Luftfahrt. Am 30. August wurde Göring von Reichspräsident Hindenburg der Charakter eines Generals der Infanterie verliehen, was ein Überspringen von fünf Rängen bedeutete, da er als Hauptmann aus der Reichswehr ausgetreten war. Dies sollte ihm in militärischen Kreisen eine gewisse Autorität beim Aufbau der Luftwaffe verschaffen. Zunächst wurde dieser Aufbau verdeckt vorbereitet. Piloten wurden an den Deutschen Verkehrsfliegerschulen ausgebildet, die als zivile Organisationen getarnt waren.

#### Erlass zum Tierschutz
Am 16. August 1933 verbot Göring als preußischer Ministerpräsident per Erlass die Vivisektion „an Tieren aller Art“ für das preußische Staatsgebiet. Zugleich drohte Göring „Personen, die trotz des Verbotes die Vivisektion veranlassen, durchführen oder sich daran beteiligen“, dass sie „ins Konzentrationslager abgeführt“ werden, wie die Nationalsozialistische Parteikorrespondenz am nächsten Tag berichtete. Am 3. September erschien dazu im Kladderadatsch eine Karikatur: Der uniformierte Göring schreitet eine Parade von potenziellen Labortieren ab, die seinen Hitlergruß erwidern, darunter der Text „Heil Göring!“.
Bereits nach zwei Wochen folgte ein neuer Runderlass für Preußen, laut dem es kaum noch strafbare Fälle von Vivisektion gab. Görings Erlass vom 16. August 1933 gilt dennoch als wegweisend für das Reichstierschutzgesetz vom 24. November 1933, das bis 1972 gültig blieb. Der Tierschutz spielte eine Rolle in der Ideologie der Nationalsozialisten (siehe Tierschutz im Nationalsozialismus).

#### Reichsjägermeister und Reichsforstmeister

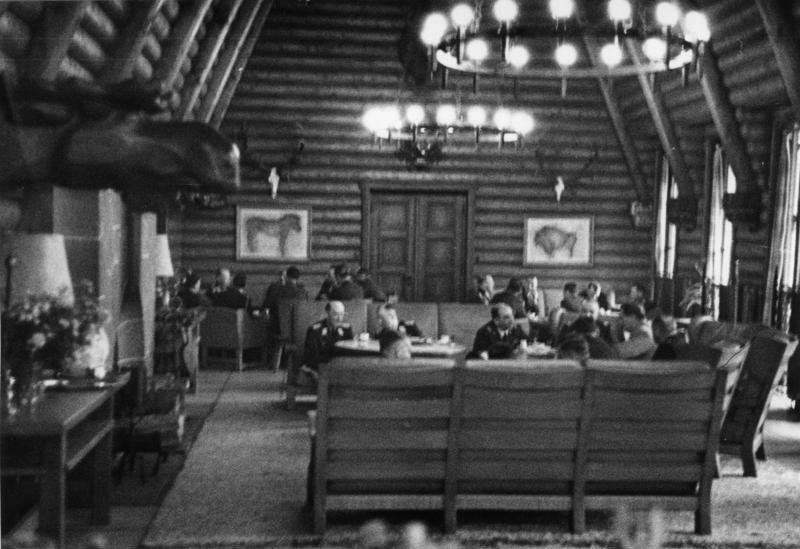
Halle im Reichsjägerhof Rominten, 1936

1934 wurde Göring Reichsjägermeister, Reichsforstmeister und Oberster Beauftragter für den Naturschutz. In ersterer Funktion setzte er das Reichsjagdgesetz vom 3. Juli 1934 durch (es gilt im Wesentlichen bis heute). Auf vielen Fotos ist er mit einer Anstecknadel an der Oberbekleidung (etwa an Revers oder Krawattenknoten), der „Reichsjägermeisternadel“, zu sehen (einer goldenen, mit Edelsteinen bestückten Nadel). Um seiner Jagdleidenschaft nachgehen zu können, ließ er seine beiden Landsitze inmitten von Wald errichten – ab 1933 Carinhall in der Schorfheide und 1936 den Reichsjägerhof Rominten in der Rominter Heide. Er förderte die Abbildzüchtung des Auerochsen und Tarpans.

#### Designierter Nachfolger des Führers und zweite Ehe
Hitler ernannte Göring mehrmals zu seinem Nachfolger, zuerst geheim im Dezember 1934. Seit dem 13. Dezember 1934 gab es ein geheimes Gesetz über den Nachfolger des Führers und Reichskanzlers, laut dem Hitler seinen Nachfolger selbst bestimmen konnte, solange es keine neue Verfassung gab. Sechs Tage danach – in einem Geheimerlass vom 19. Dezember 1934, der in einer späteren Abschrift auf den 7. Dezember 1934 zurückdatiert wurde – bestimmte Hitler für den Fall seines Todes Göring als seinen Nachfolger: Göring habe „unmittelbar nach meinem Tode die Mitglieder der Reichsregierung, die Wehrmacht des Deutschen Reiches sowie die Formationen der SA und SS auf seine Person zu vereidigen“. Von diesem Geheimerlass gab es drei Exemplare, die bei Hitler, dem Reichswehrminister Werner von Blomberg und dem Chef der Reichskanzlei Hans Heinrich Lammers verwahrt wurden. Göring sagte im Nürnberger Prozess aus, er selbst sei damals nur mündlich informiert worden. Die übrigen Reichsminister wurden im Jahr 1936 informiert. Göring ließ es sich nicht nehmen, die Nachfolgeregelung diskret anderen Personen mitzuteilen. Er präsentierte sich gelegentlich gegenüber ausländischen Diplomaten als „Führer- und Reichskanzler-Nachfolger“, um sich selbst politisch aufzuwerten.
Ein weiterer Führererlass vom 23. April 1938 bekräftigte Görings Status als designierter Nachfolger Hitlers.
In seiner Rede vor dem Deutschen Reichstag am 1. September 1939 anlässlich des Überfalls auf Polen erklärte Hitler: „Sollte mir im diesem Kampfe nun etwas zustoßen, dann ist mein erster Nachfolger Parteigenosse Göring. Sollte Parteigenossen Göring etwas zustoßen, ist der nächste Nachfolger Parteigenosse Heß.“
Bei Georg Elsers Sprengstoffattentat am 8. November 1939 war Göring nicht anwesend und Hitler entkam nur um Minuten. Guido Knopp schrieb dazu: „Wäre es Elser gelungen, Hitler zu töten, so hätte Göring dessen Nachfolge angetreten. Vielleicht hätte er in Übereinstimmung mit konservativen Militärkreisen den Krieg beendet.“

Mit einem Erlass vom 29. Juni 1941 weitete Hitler die Regelung auf den Fall aus, „daß ich durch Erkrankung oder andere Ereignisse in der Erfüllung meiner Aufgaben, wenn auch nur vorübergehend, behindert bin, ohne in der Lage zu sein, über die Ausübung meiner Befugnisse während der Zeit meiner Behinderung besondere Anweisungen zu treffen“. Für den Fall einer solchen „Behinderung“ bestimmte er Göring als Stellvertreter „in allen meinen Ämtern“. Auf diesen Erlass berief sich Göring, als er am 23. April 1945 in Berchtesgaden die Macht zu übernehmen versuchte. Ein weiterer Erlass vom 29. Juni 1941 bestimmte nochmals Göring als Nachfolger für den Fall des Todes. Beide Erlasse wurden im Führerhauptquartier von Hitler und Reichskanzlei-Chef Lammers unterzeichnet.

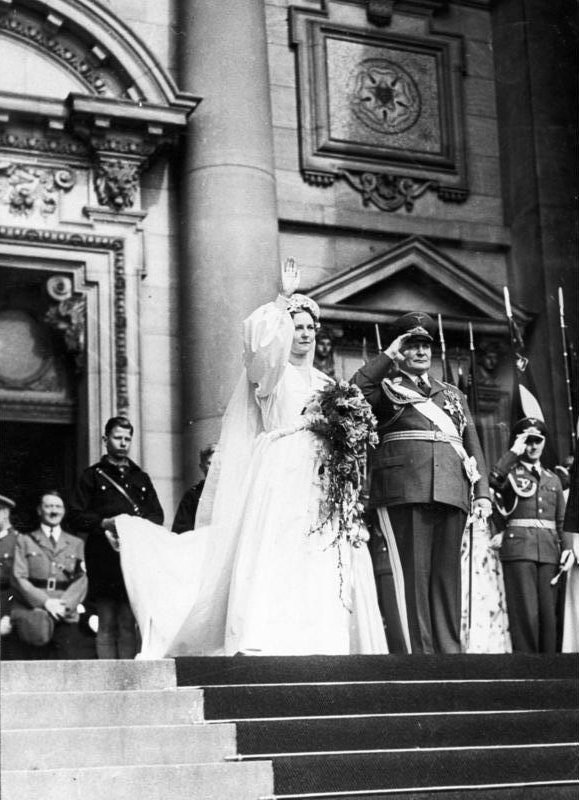
Trauung mit Ehefrau Emmy, Haupteingang des Berliner Doms, 10. April 1935

Am 10. April 1935 heiratete Göring in zweiter Ehe die Schauspielerin Emmy Sonnemann. Hitler war bei dieser Hochzeit Trauzeuge. Mit Emmy hatte er eine Tochter, Edda Göring (1938–2018). Nach seinen persönlichen Tagebuchaufzeichnungen sollte der Reichsjägerhof Rominten ursprünglich Emmyhall heißen.

#### Oberbefehlshaber der Luftwaffe
Hitler befahl am 26. Februar 1935 Göring als Reichsminister der Luftfahrt, eine Luftstreitkraft aufzubauen, obwohl dies laut dem Versailler Vertrag nach wie vor verboten war. Am 1. Mai 1935 wurde die Luftwaffe offiziell gegründet. Göring, bisher ein General der Infanterie, wurde zum General der Flieger umernannt und war nun Oberbefehlshaber der Luftwaffe. Zu Hitlers Geburtstag am 20. April 1936 wurde er zum Generaloberst befördert.
Ab 1936 unterzog Göring die wiederaufgerüstete Luftwaffe einem ersten Bewährungstest, als er die Legion Condor in einer verdeckten Operation zugunsten von Francisco Franco im Spanischen Bürgerkrieg einsetzte (Operation Feuerzauber) Für den Luftangriff auf Guernica am 26. April 1937 war hauptsächlich die Legion Condor verantwortlich.

#### Leiter des Vierjahresplans
Am 18. Oktober 1936 wurde Göring zum Beauftragten für den Vierjahresplan ernannt. Damit war er faktisch Wirtschaftsdiktator in Deutschland. Ein Ziel der Kriegsvorbereitungspolitik war, die Auslandsabhängigkeit bei Eisen und Stahl auf ein Minimum zu reduzieren. Zur Ausbeutung geringwertiger Eisenerze wurden am 15. Juli 1937 die Reichswerke Hermann Göring gegründet. Damit sollten „kriegswirtschaftliche Erfordernisse gesichert werden, was nur ungenügende Profitchancen für das Privatkapital bot“. Den Wirtschaftsminister Hjalmar Schacht verdrängte er schnell. Von November 1937 bis Februar 1938 fungierte er selbst in diesem Amt und gestaltete das Ministerium in ein bloßes Exekutivorgan seiner Vierjahresplanbehörde um.
Die Reichswerke Hermann Göring (HGW) waren neben der I.G. Farben und den Vereinigten Stahlwerke der größte deutsche Konzern im nationalsozialistischen Deutschen Reich. Für die historische Betrachtung der Zwangsarbeit im „Dritten Reich“ sind die HGW von zentraler Wichtigkeit. In den HGW wurden auf Grundlage eines ausufernden Lager- und Verwaltungssystems alle Formen von Zwangsarbeit in Höchstzahlen angewendet, dies schloss die großangelegte Ausbeutung von KZ-Häftlingen mit ein. Das Unternehmen war 1944 der größte europäische Stahlkonzern.

#### Generalfeldmarschall
Gemeinsam mit Reinhard Heydrich inszenierte Göring Anfang 1938 gegen die Wehrmachtsspitze, Kriegsminister Werner von Blomberg und den Oberbefehlshaber des Heeres Werner von Fritsch eine Intrige, die sich zur Blomberg-Fritsch-Krise auswuchs. Der eigentliche Hintergrund war, dass beide in mehreren Führerbesprechungen kritische Positionen zu den von Adolf Hitler vorgetragenen Kriegszielen zum Ausdruck gebracht hatten. In Folge nötigte er Blomberg zum Rücktritt, offenbar in der Hoffnung, den Oberbefehl über die Wehrmacht von ihm übernehmen zu können. Schließlich übernahm Hitler diesen selbst, und Göring wurde am 4. Februar 1938 zum Generalfeldmarschall befördert. Nach Blombergs Rücktritt war Göring bis zum 19. Juli 1940 der einzige Träger dieses Dienstgrades und wurde somit zum ranghöchsten Offizier der Wehrmacht.

#### Sudetenkrise und Münchner Konferenz

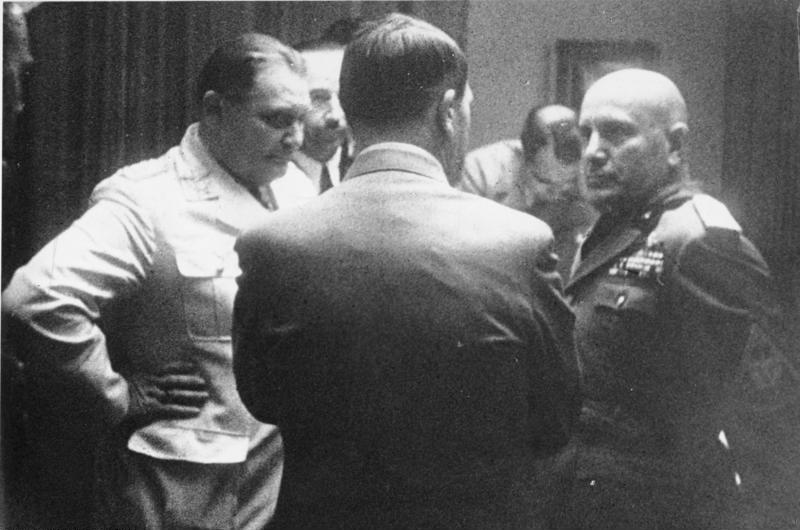
Münchner Konferenz, von links nach rechts Göring, Hitler (von hinten), Mussolini, 29. September 1938

Hitlers Kriegsplänen stand Göring intern skeptisch gegenüber, da er deren Erfolgsaussichten bezweifelte. Hingegen äußerte er auf einer Besprechung mit Luftfahrtindustriellen auf seinem repräsentativen Anwesen Carinhall am 8. Juli 1938:

„Wir müssen uns ganz klar darauf einstellen. Ich glaube, so wie die Lage ist, ist es zu 10, zu 15 % so, daß sich irgendwie die Sache verhältnismäßig noch in kleineren Aktionen lösen kann. Aber zu 80, 85, 90 % bin ich überzeugt, daß es doch einmal einen größeren Kladderadatsch geben wird und daß wir dann einmal den großen Kampf machen müssen, den ich nicht scheue. Es kommt nur darauf an, daß nicht wieder schlapp gemacht wird. […] Dann ist Deutschland die erste Macht der Welt, dann gehört Deutschland der Markt der Welt, dann kommt die Stunde, wo Deutschland reich ist. Aber man muß was riskieren, man muß was einsetzen.“

1938, während der Sudetenkrise, arrangierte er hinter dem Rücken des Außenministers Joachim von Ribbentrop gemeinsam mit dem italienischen faschistischen Diktator Benito Mussolini die Münchner Konferenz, in der die Vertreter der Entente und ihrer Verbündeten im Ersten Weltkrieg (Italien, Großbritannien und Frankreich) – unter Abwesenheit der nichtgeladenen Tschechoslowakei – zur Enttäuschung Hitlers nachgaben, um einen möglichen Krieg zu verhindern. Im Vorfeld des Zweiten Weltkriegs wurde Göring deswegen außenpolitisch kaltgestellt, um nicht noch einmal Hitlers Pläne zu stören.

#### Novemberpogrome 1938
Ein treibender Faktor in der eskalierenden antisemitischen Politik des NS-Regimes war Göring nicht, auch wenn er sich ihr nicht in den Weg stellte. Anders als viele andere Nationalsozialisten sah er die größte Gefahr für Deutschland nicht im Weltjudentum, sondern in der Sowjetunion. Die „Judenfrage“ sah er vor allem unter ökonomischen Gesichtspunkten. Dies zeigte sich nach den Novemberpogromen, als er am 12. November eine Sitzung im Reichsluftfahrtministerium einberief, um Maßnahmen zu beschließen, mit denen die reichsdeutschen Juden enteignet und zur Auswanderung gezwungen werden sollten. So schlug er vor, als Rache für das Attentat Herschel Grynszpans auf den deutschen Legationssekretär Ernst Eduard vom Rath den deutschen Juden eine Judenvermögensabgabe in Höhe von einer Milliarde Reichsmark aufzuerlegen. Durch die Verordnung zur Ausschaltung der Juden aus dem deutschen Wirtschaftsleben und die Verordnung über den Einsatz des jüdischen Vermögens sorgte er dafür, dass die wilde Arisierung staatlich geregelt und forciert wurde. Die Ausschreitungen, bei denen über 1.400 Synagogen zerstört, unzählige Geschäfts- und Wohnungseinrichtungen jüdischer Bürger zerstört worden waren und 400 Tote zu beklagen waren, kommentierte er, es wäre ihm lieber gewesen, wenn „200 Juden erschlagen“ worden wären, statt „solche Werte“ zu vernichten.
Am 11. Februar 1939 wurde auf Weisung Görings die Reichszentrale für jüdische Auswanderung in Berlin eingerichtet, um die erzwungene Auswanderung der Juden aus dem ganzen Reich zu beschleunigen.

#### Göring als Reichsmarschall und Beteiligter des Holocaust
Bis zum Westfeldzug im Mai und Juni 1940 wurde Göring als Held der Luftwaffe gefeiert. Nach dem Sieg über Frankreich ernannte Hitler am 19. Juli 1940 zwölf Generäle (neun Heer, drei Luftwaffe) zum Generalfeldmarschall. Göring beförderte er im selben Monat von diesem Rang zum Reichsmarschall des Großdeutschen Reiches, ein eigens für ihn geschaffener, höchster Dienstgrad. In diese Zeit fällt auch seine Freundschaft zu seinem italienischen Amtskollegen Italo Balbo.

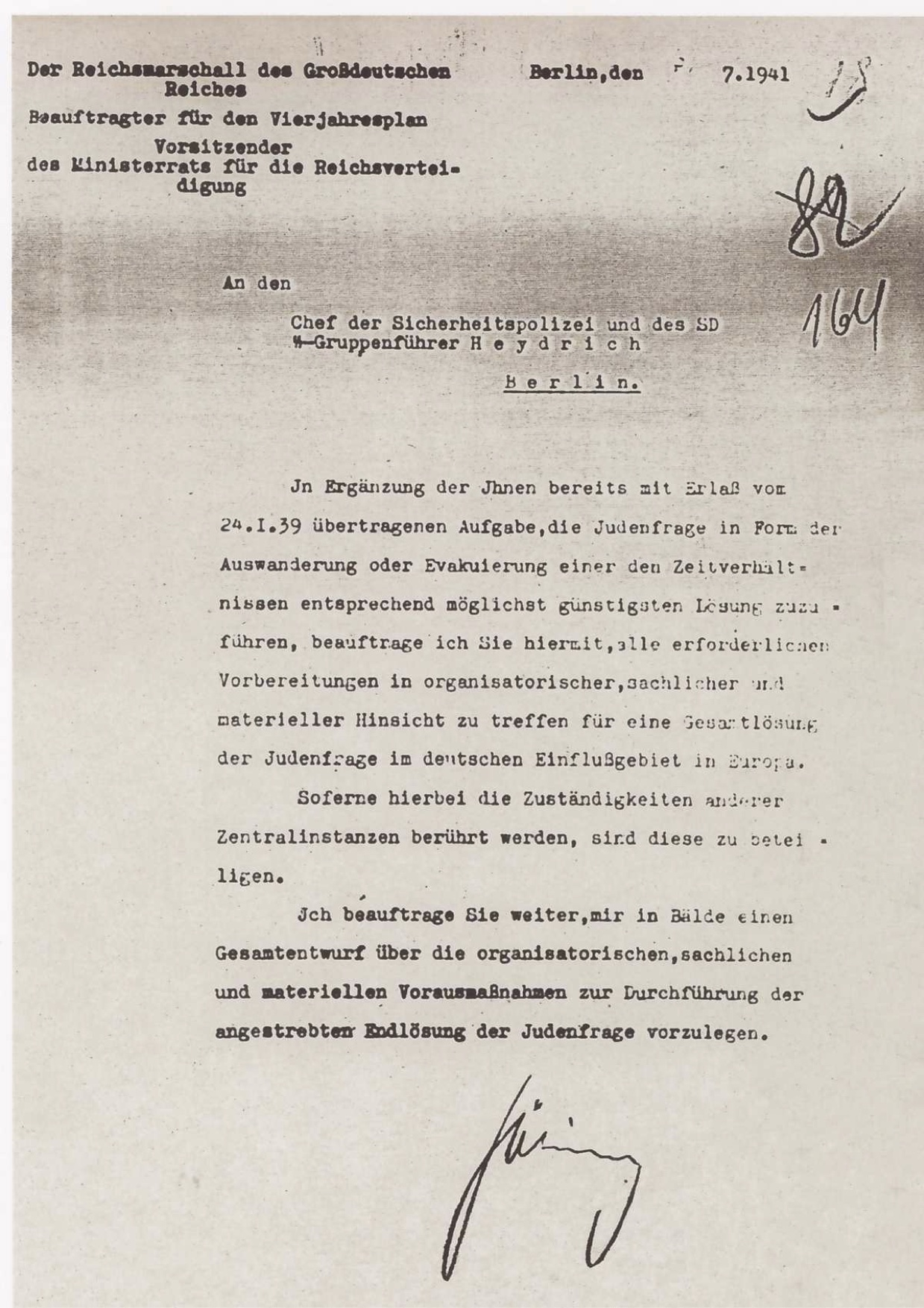
Göring beauftragt Reinhard Heydrich mit einem Gesamtentwurf zur „Endlösung der Judenfrage“, 31. Juli 1941

Görings Beteiligung an der Vorbereitung und Durchführung des Holocaust ist durch einen Befehl vom 31. Juli 1941 belegt, dessen Echtheit er auch im Nürnberger Prozess bestätigte. In diesem beauftragte er Reinhard Heydrich, alle notwendigen Vorbereitungen zur „Endlösung der Judenfrage“ zu treffen und einen „Gesamtentwurf“ hierfür zu erarbeiten. Im Dezember 1941 berief dieser für den 20. Januar 1942 die Wannseekonferenz ein, an der 15 hochrangige Vertreter des NS-Regimes teilnahmen (Göring nicht). Im Nürnberger Prozess stritt Göring jede Verantwortung und Kenntnis über den Holocaust ab. Nachdem ihm ein Film über ein Konzentrationslager gezeigt worden war, sagte er, er habe die genauen Zustände in den Lagern nicht gekannt; die Darstellungen im Film halte er für übertrieben.

#### Ausbeutung besetzter Gebiete
In seiner Funktion als Beauftragter für den Vierjahresplan organisierte Göring die wirtschaftliche Ausbeutung der besetzten Gebiete. Dass dem von ihm mitverantworteten Hungerplan Millionen von Menschen zum Opfer fallen würden, bezeichnete er als notwendig und erwünscht. So sagte er am 25. November 1941 dem italienischen Außenminister Graf Ciano: „In diesem Jahr werden 20 bis 30 Millionen Menschen in Russland verhungern. Vielleicht ist es gut so, da bestimmte Völker dezimiert werden müssen.“ Die tatsächlichen Todesopfer der Hungerpolitik werden in der Forschung auf vier bis sieben Millionen Zivilisten geschätzt, hinzu kommen etwa 2,6 Millionen verhungerte kriegsgefangene Rotarmisten.
Im Nürnberger Prozess gegen die Hauptkriegsverbrecher bestätigte er, sich in einer Besprechung mit den Reichskommissaren für die besetzten Gebiete am 6. August 1942 in Bezug auf das besetzte Frankreich unter anderem wie folgt geäußert zu haben:

„Früher schien mir die Sache doch verhältnismäßig einfacher zu sein. Da nannte man das Plündern. Da stand dem Betreffenden zu, das wegzunehmen, was man eroberte. Nun, die Formen sind humaner geworden. Ich gedenke trotzdem zu plündern, und zwar ausgiebig […].“

#### Hermann Göring und die Kunst

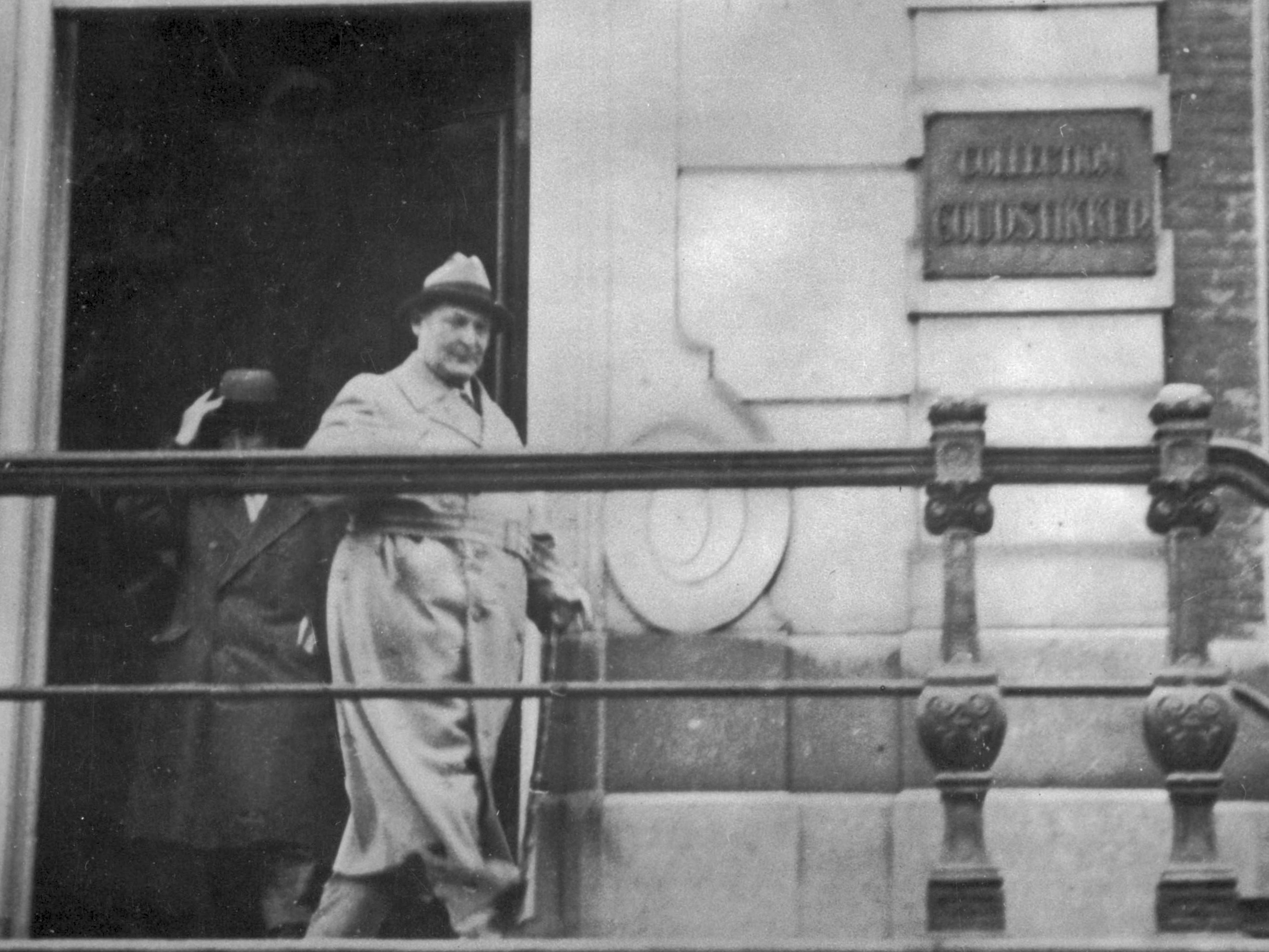
Göring beim Verlassen der Kunsthandlung Goudstikker (1941)

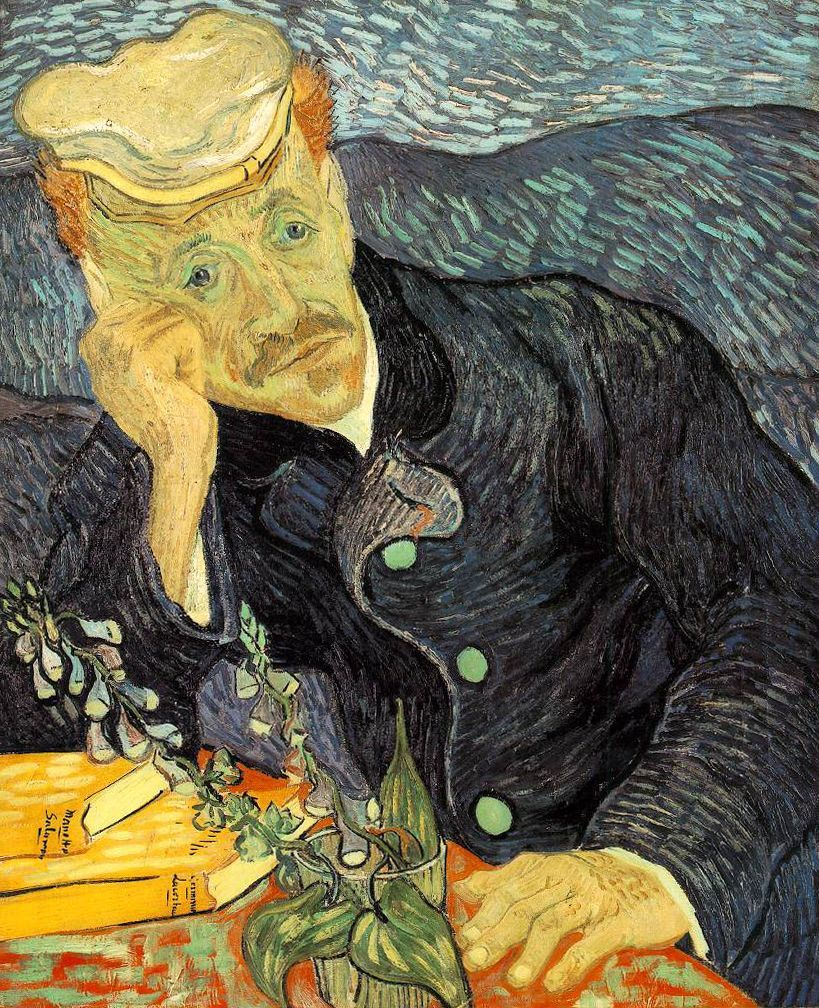
Porträt des Dr. Gachet von Vincent van Gogh. Das Gemälde wurde 1937 dem Städelschen Kunstinstitut als „entartete Kunst“ entzogen und später von Göring weiterverkauft.

Göring war als Sammler von Kunstwerken bekannt und berüchtigt. Es gab einen maßgeblich durch Spenden deutscher Großindustrieller gespeisten „Kunstfonds“. Durch Raub und Erpressung, aber auch durch Kauf häufte er über 4.000 Kunstobjekte an. Allein in Italien nahmen die Einkäufe Görings und Hitlers derartige Ausmaße an, dass die Regierung den Verkauf von Kunstschätzen an Nicht-Italiener im September 1941 per Dekret verbot. Für die Sammlung wollte Göring seinen Landsitz Carinhall in der Schorfheide bei Berlin in ein Museum, die Norddeutsche Galerie, umwandeln.
Görings Sammelschwerpunkt war die Kunst des Mittelalters und der Renaissance. Er arbeitete mit dem für Kunstraub bekannten Einsatzstab Reichsleiter Rosenberg (ERR) zusammen, der für ihn auch Tauschgeschäfte durchführte. Dabei tauschten Rosenbergs Leute beschlagnahmte Werke der Moderne gegen Gemälde alter Meister ein. Zudem setzte er auch eine eigene Organisation, die „Devisenschutzkommandos“ ein, die in seinem Auftrag in besetzten Gebieten Kunst beschlagnahmte. Für ihn besorgten der Kunsthändler Walter Andreas Hofer und der ERR-Mitarbeiter Bruno Lohse auch Bilder aus beschlagnahmtem jüdischem Besitz. Seiner Bau- und Sammelleidenschaft kam eine ihm 1943 von Hitler gewährte Dotation in Höhe von 6 Millionen Reichsmark sehr zustatten. Von der Preußischen Schlösserverwaltung entlieh sich Göring ein Gemälde von August Weber – es tauchte nie wieder auf.
Im Juni 1942 weihte er die nach ihm benannte Hermann-Göring-Meisterschule für Malerei in Kronenburg (Eifel) ein. Ebenfalls 1942 wurde während der deutschen Besatzung der Niederlande eine Jan Vermeer-Fälschung Christus und die Ehebrecherin an Göring verkauft, obwohl dieses Bild leicht als Fälschung hätte erkannt werden können, da es mit Kobaltblau eine Farbe enthielt, die es zu Vermeers Zeit noch nicht gab.
Im Frühjahr 1945 wurden viele Kunstgüter der Sammlung nach Bayern transportiert; bei Berchtesgaden wurden sie von vorrückenden Truppen der United States Army (101st Airborne Division) sichergestellt. Über das 1945 von der Monuments, Fine Arts, and Archives Section (Monuments Men) erstellte Verzeichnis hinaus gab es später bedeutende Nachforschungsprojekte, die sich auch der Provenienzforschung widmeten. Das erste vollständige Bestandsverzeichnis der Kunstsammlung Hermann Görings stellte 2009 die US-Amerikanerin Nancy H. Yeide zusammen. 2015 wurde im Archiv des französischen Außenministeriums eine komplette Liste mit den von Hermann Göring in Carinhall gehorteten Kunstwerken, der sog. Göring-Katalog, aufgefunden und veröffentlicht.

#### Allmählicher Bedeutungsverlust
Während der Luftschlacht um England (ab Mitte 1940) fiel Göring wegen seiner katastrophalen Strategie mehr und mehr in Ungnade. 1942 verlor er weiter an Einfluss, als seine Luftwaffe den verheerenden Luftangriffen etwa auf Lübeck und auf Rostock und dem Tausend-Bomber-Angriff auf Köln kaum etwas entgegenzusetzen hatte. Vor dem Krieg soll Göring angegeben haben, er wolle „Meier heißen, wenn auch nur ein einziges feindliches Flugzeug die deutsche Grenze überfliegen“ werde. Ein Nachweis für dieses Zitat findet sich zwar nirgends, doch es wurde ihm jetzt höhnisch vorgehalten, und er bekam den Spitznamen „Hermann Meier“. Göring ließ sich bei Hitlers Lagebesprechungen häufig vertreten, reiste viel umher und widmete sich seiner Sammel- und Jagdleidenschaft; an der Entwicklung des Krieges nahm er nur noch wenig Anteil.
Göring war auch mitverantwortlich für das Debakel in der Schlacht von Stalingrad, weil er Hitler wider besseres Wissen zusagte, die Luftwaffe könne die eingeschlossene 6. Armee aus der Luft versorgen, was nicht funktionierte, weil die Piloten zu unerfahren und die Flugzeuge wegen des Wetters zu langsam waren.
Am 23. Juli 1944, drei Tage nach dem Attentat vom 20. Juli 1944, ordnete Göring nach Absprache mit Hitler an, dass für alle Wehrmachtsteile künftig nur noch der Hitlergruß als Ehrenbezeigung zulässig sei.

#### Entmachtung

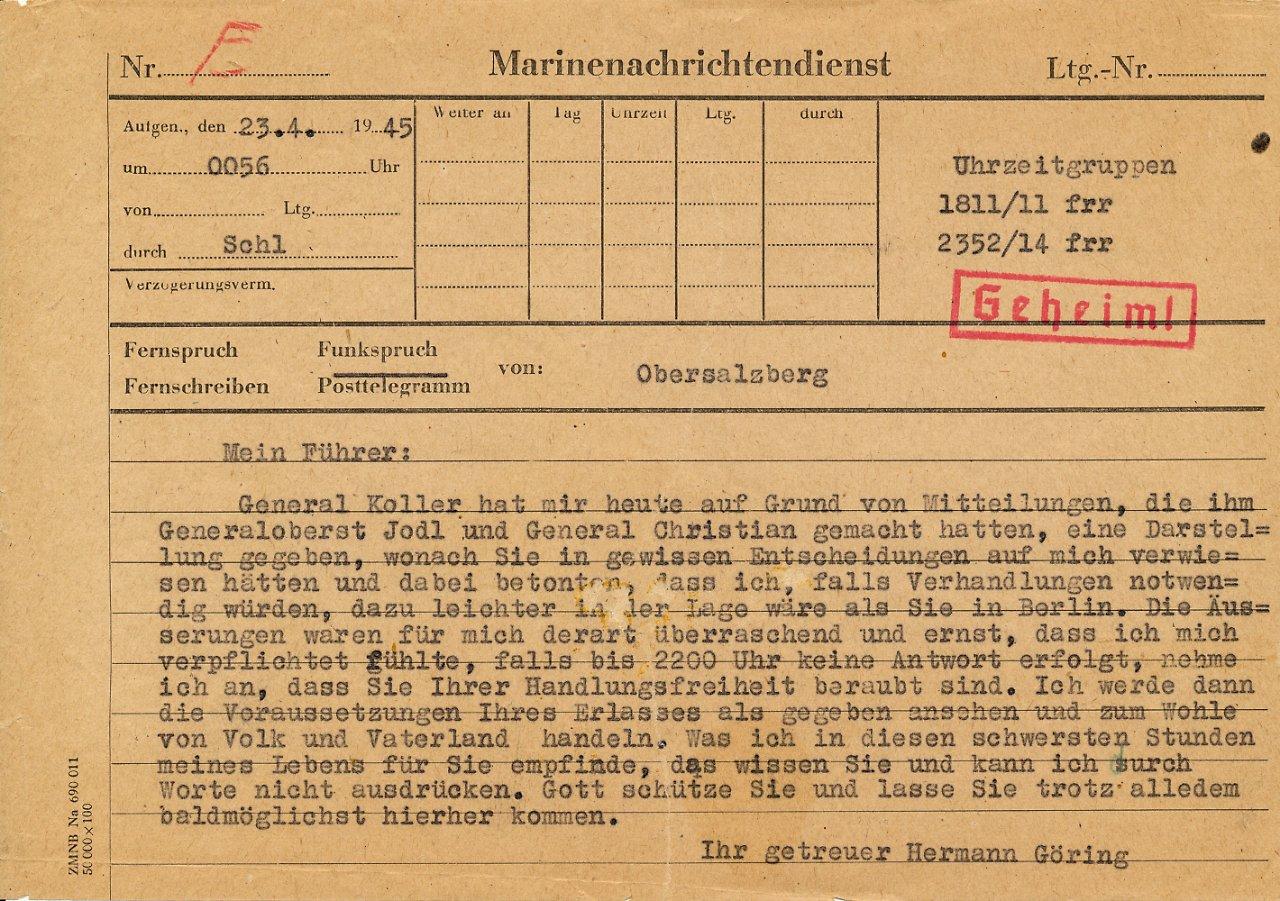
Görings Funktelegramm vom 23. April 1945, 0:56 Uhr

Am 20. April 1945 verließ Göring nach dem offiziellen Geburtstagsempfang für Adolf Hitler Berlin in Richtung Berchtesgaden. Er verabschiedete sich von Hitler mit der Begründung, dass in Süddeutschland wichtige Aufgaben auf ihn warteten.
Laut Aussagen von Helmut von Hummel, Privatsekretär und Stellvertreter Bormanns auf dem Obersalzberg, habe Göring einen Tag vorher ein Telegramm von einem Flugplatz in der Nähe Berlins an die neue Reichskanzlei gesendet. Laut eigenen Aussagen bot von Hummel daraufhin an, das Telegramm noch einmal per Funk direkt in den Führerbunker zu senden. Am 23. April 1945 gegen 1 Uhr nachts setzte von Hummel, im Auftrag Görings, den Funkspruch an Hitler ab (siehe auch: Göring-Telegramm) und Göring teilte darin mit, General Karl Koller habe ihm aus zweiter Hand zugetragen, dass Hitler für allfällige Verhandlungen auf Göring verwiesen und dabei betont habe, Göring sei dazu leichter in der Lage als er selbst. Falls bis 22 Uhr keine Antwort eintreffe, müsse er schließen, „dass Sie Ihrer Handlungsfähigkeit beraubt sind“. Er werde sich dann verpflichtet fühlen, gemäß dem Erlass von 1941 als Stellvertreter des Führers zu handeln. Zuvor soll Göring noch die ursprüngliche Uhrzeit des Ultimatums von 20.00 Uhr auf 22:00 Uhr verlängert haben. Als Hitler bis zum Nachmittag nicht reagierte, schickte Göring ein zweites Telegramm, in dem er nachfragte: „Mein Führer, sind Sie einverstanden, dass ich nach Ihrem Entschluss, in Berlin zu bleiben und Berlin zu verteidigen, auf Grund des Gesetzes vom 29. Juni 1941 nunmehr die Gesamtführung des Reiches übernehme?“ Er kündigte nochmals an, dass er „nach eigenem Ermessen“ handeln werde, falls er bis 22 Uhr keine Antwort erhalte.
Hitler interpretierte dies als versuchten Putsch und unterzeichnete einen von Martin Bormann aufgesetzten Funkspruch, wonach der Reichsmarschall seiner Ämter enthoben und sofort wegen Hochverrats zu verhaften sei. Göring wurde daraufhin auf dem Berghof von der dortigen SS-Kommandantur festgesetzt. Der Öffentlichkeit gegenüber wurden die wahren Umstände verschleiert. Am 25. April meldete der Großdeutsche Rundfunk, Göring sei wegen Herzproblemen von all seinen Ämtern zurückgetreten. In den Innsbrucker Nachrichten vom 28. April war zu lesen:

„Reichsmarschall Hermann Göring, der bereits seit längerer Zeit an einem schweren, jetzt in ein akutes Stadium getretenen Herzleiden erkrankt ist, hat den Führer gebeten, ihn von seinen Funktionen als Oberbefehlshaber der Luftwaffe zu entbinden. Der Führer hat dieser Bitte stattgegeben und Generaloberst Ritter von Greim unter gleichzeitiger Ernennung zum Generalfeldmarschall zum Oberbefehlshaber der Luftwaffe ernannt.“

In seinem politischen Testament vom 29. April 1945 stieß Hitler Göring aus der NSDAP aus und entzog ihm „alle Rechte, die sich aus dem Erlass vom 29. Juni 1941 sowie aus meiner Reichstagserklärung vom 1. September 1939 ergeben könnten“. An Görings Stelle ernannte er Großadmiral Karl Dönitz zu seinem Nachfolger als Reichspräsident und Oberster Befehlshaber der Wehrmacht. Bormann hatte dem zuständigen SS-Offizier auf dem Obersalzberg, Bernhard Frank, befohlen, Göring nach dem Fall der Reichshauptstadt Berlin hinzurichten.

### Gefangennahme und Prozess

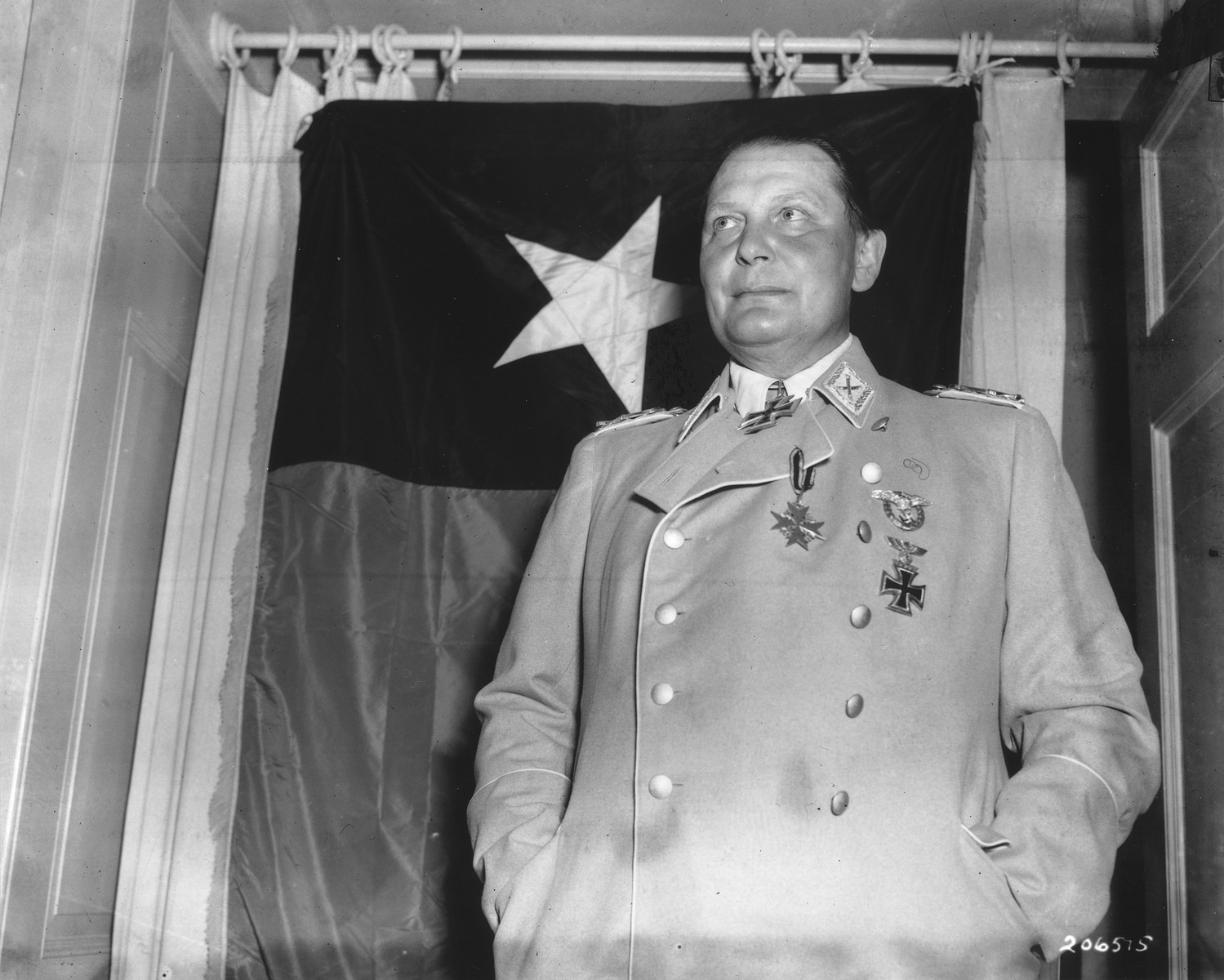
Göring vor einer texanischen Fahne zwei Tage nach seiner Festnahme am 7. Mai 1945. Orden (Pour le Mérite, Großkreuz des Eisernen Kreuzes) und Ehrenzeichen (Eisernes Kreuz I. Klasse, Gemeinsames Flugzeugführer- und Beobachterabzeichen in Gold mit Brillanten) hatte man ihm für diese Aufnahme zurückgegeben.

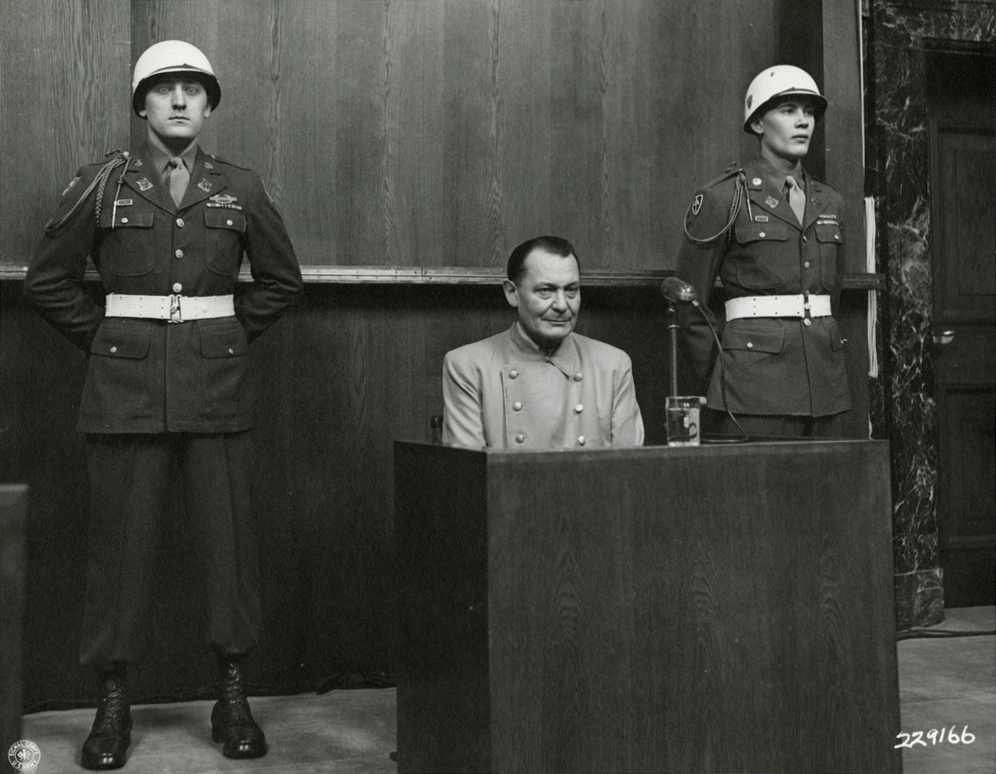
Göring im Uniformrock ohne Abzeichen als Angeklagter im Nürnberger Prozess, 8. März 1946

Nach seiner Befreiung aus der Haft fuhr Göring am 7. Mai 1945 in Richtung Burg Mauterndorf (Österreich). Da es unsicher war, ob es den sowjetischen Streitkräften nicht doch noch gelingen würde, ins Murtal, also bis in den Salzburger Lungau vorzustoßen, floh er nach Schloss Fischhorn im Salzburger Pinzgau und begab sich in die Hände der 36. US-Infanteriedivision (7. US-Armee) unter dem Kommando von Brigadegeneral Robert Stack. Zuvor hatte sein Adjutant Oberst Bernd von Brauchitsch die Gefangennahme ausgehandelt. Bei seiner Festnahme durch die Alliierten trug er zwei Koffer mit Paracodintabletten bei sich, die er suchtmäßig konsumierte, nachdem er sie 1937 gegen Zahnschmerzen genommen hatte. Die US-Generäle John Dahlquist und William W. Quinn vernahmen Göring. Dabei geschossene Pressefotos sorgten später in der amerikanischen Bevölkerung für Unmut, da sie eine zu ungezwungene Gesprächsatmosphäre mit Göring suggerierten.
Göring erwartete, dass man mit ihm als offiziellem Vertreter des besiegten NS-Regimes über die Kapitulation verhandeln würde. Am 9. Mai gab er im Hauptquartier der 7. US-Armee in Kitzbühel eine Pressekonferenz für die internationale Presse. Der Oberkommandierende der amerikanischen Truppen in Europa, General Dwight D. Eisenhower, war empört über dieses Benehmen: Er ließ die Berichte beschlagnahmen und befahl, Göring ins Gefängnis zu bringen. Dort wurde er auf Diät gesetzt und von seiner Drogensucht entwöhnt.
Am 21. Mai 1945 wurde Göring in Begleitung seiner Frau Emmy und seiner Tochter Edda in das geheime US-Lager Camp Ashcan im luxemburgischen Bad Mondorf gebracht, in dem zwischen Mai und September 1945 ein Großteil der bis dahin gefangenen NS-Funktionäre und hochrangigen Militärs festgehalten und verhört wurde.
Ab November 1945 war Göring als ranghöchster Nationalsozialist in Nürnberg angeklagt. Nach seinem Drogenentzug wirkte er auf viele Protagonisten des Nürnberger Prozesses lebendiger und schlagfertiger als in all den Jahren des Dritten Reiches zuvor. Er wurde in allen vier Anklagepunkten (Verschwörung gegen den Weltfrieden; Planung, Entfesselung und Durchführung eines Angriffskrieges; Verbrechen gegen das Kriegsrecht; Verbrechen gegen die Menschlichkeit) schuldig gesprochen und zum Tod durch Hängen verurteilt. Göring stellte beim Gericht den Antrag, erschossen zu werden, was aber abgelehnt wurde.

### Tod
Am 15. Oktober 1946, in der Nacht vor dem Hinrichtungstermin, entzog sich Göring der Vollstreckung des Urteils durch Selbsttötung mit einer Zyankali-Giftkapsel. Wenige Stunden später wurden zehn andere Verurteilte gehängt. Die Leichname Görings und der zehn Hingerichteten wurden im Städtischen Krematorium auf dem Münchner Ostfriedhof eingeäschert und die Asche in den Isar-Zufluss Wenzbach gestreut.
Göring hinterließ einen Abschiedsbrief an den Gefängniskommandanten, in dem er den Plan seiner Selbsttötung beschrieb. Demnach habe er von Anfang an drei Zyankalikapseln bei sich gehabt. Eine versteckte er so, dass sie gefunden werden konnte, eine weitere so gründlich, dass sie nicht gefunden wurde; während des Nürnberger Prozesses hatte er diese Kapsel bei sich im Stiefel. Die dritte Kapsel befand sich in einer Dose mit Hautcreme in Görings Gepäck, auf die er durch den amerikanischen Offizier Jack G. Wheelis Zugriff hatte.
Woher Göring das Gift hatte, wurde bald Gegenstand zahlreicher Spekulationen. Erich von dem Bach-Zelewski, ein ehemaliger Obergruppenführer der Waffen-SS, behauptete in der Untersuchungshaft, es sei von ihm. Er habe schon vor Beginn des Prozesses den Kontakt zu Göring gesucht und ihm im Korridor das Gift in einem Stück Seife zugesteckt. Diese Behauptung wollte Bach-Zelewski damit belegen, dass er den Amerikanern 1951 eine weitere Ampulle lieferte, deren Glas aus derselben Herstellungsserie stammte wie die Splitter, die in Görings Mundhöhle gefunden worden waren. Nach einer anderen Version soll Jack G. Wheelis, ein Leutnant der US Army, mit dem sich Göring angefreundet hatte, ihm das Gift zugesteckt haben. Anfang 2005 meldete sich schließlich der ehemalige Wachsoldat Herbert Lee Stivers, der bei den Nürnberger Prozessen seinen Dienst getan hatte, und behauptete, dass er damals von einer Frau („Mona“) und einem Mann gebeten worden sei, Göring Notizen und eine in einem Füllfederhalter versteckte Kapsel zuzustecken. Diese hätten ihm gesagt, dass Göring ein sehr kranker Mann sei und Medizin benötige. Stivers sei seit dem Bekanntwerden von Görings Suizid davon überzeugt, dass es sich bei der „Medizin“ um das Zyankali für die Selbsttötung gehandelt habe; aus Furcht vor Strafverfolgung aber habe er bis dahin geschwiegen.

## Ämtervielfalt
Göring bekleidete zahlreiche Posten, die er sich alle bezahlen ließ. Seine wichtigsten Ämter waren:
- politischer Beauftragter des Führers in der Reichshauptstadt (1932–1933)
- Preußischer Minister des Innern (1933–1934)
- Preußischer Ministerpräsident (1933–1945)
- stellvertretender Reichsstatthalter von Preußen (1933–1945)
- Präsident des Preußischen Staatsrates (1933–1945)
- Präsident des Reichstags (1932–1945)
- Reichsminister ohne Geschäftsbereich (1933)
- Reichsforstmeister und Reichsjägermeister (1934–1945)
- Reichsbeauftragter für Rohstoff- und Devisenfragen (6. Juli 1936)[129]
- Mitglied des Geheimen Kabinettsrats (1938–1945)
- Vorsitzender des Ministerrats für Reichsverteidigung (1939–1945)
- designierter Nachfolger des Führers (1934–1945)
- Präsident des Reichsforschungsrats (1943–1945)
- Reichskommissar für die Luftfahrt (1933)
- Reichsminister der Luftfahrt (1933–1945)
- Präsident des Reichsluftschutzbundes (1933)
- Oberbefehlshaber der Luftwaffe (1935–1945)
- Reichskommissar für Rohstoffe und Devisen (1936)
- Beauftragter für den Vierjahresplan (1936–1945)
- Vorsitzender des Zentralen Planungsamts (1943–1945)
- Hauptleiter der Reichswerke Hermann Göring (1937–1945)

## Rezeption

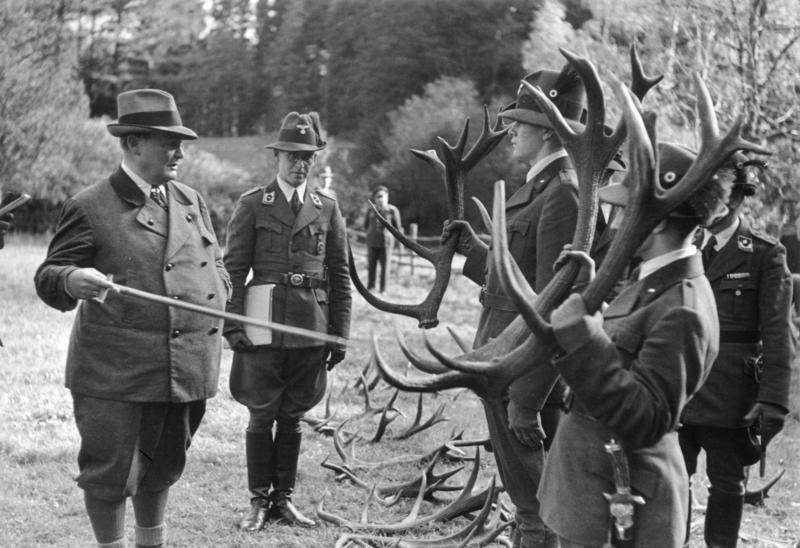
Göring bei der Begutachtung von Hirschgeweihen, 1939

Für sein Streben nach Auszeichnungen, seine Sammelleidenschaft und seine Vorliebe für Prunk bekannt, ließ er Gemälde, die ihm gefielen, konfiszieren. Trotz der angespannten Lage der deutschen Streitkräfte in der Sowjetunion feierte Göring seinen 50. Geburtstag 1943 mit enormem Aufwand und forderte vom Finanzminister zwei Millionen Reichsmark zur Vergrößerung von Carinhall. Hitler kannte und duldete diese Forderungen. In der ostpreußischen Rominter Heide hielt er, auch mit ausländischen Gästen, große Jagden ab. Oberforstmeister Walter Frevert berichtete in seinen Büchern über Görings Jagdneid, wenn einer seiner Gäste einen zu starken Hirsch geschossen hatte.
Im Volksmund wurde Göring wegen seiner auffälligen, oft aus Uniform und vielen Orden bestehenden Garderobe „Lametta-Heini“ genannt. In einer populären Parodie auf ein ursprünglich von Claire Waldoff gesungenes Couplet hieß es:
„Rechts Lametta, links Lametta,
Und der Bauch wird imma fetta,
In den Lüften ist er Meesta –
Hermann heeßt er!“
Wie Hitler und Himmler unterstanden auch Göring bewaffnete „Elite-Einheiten“: Die SA-Standarte „Feldherrnhalle“, deren „Ehren-Standartenführer“ er wurde, und das Polizeiregiment „General Göring“, das später in die Luftwaffe überführt und während des Krieges zum Fallschirm-Panzerkorps „Hermann Göring“ ausgebaut wurde (siehe Fallschirm-Panzer-Division 1 Hermann Göring).
Göring war Ehrenbürger zahlreicher deutscher Städte. Im Zuge seiner Verurteilung als einer der Hauptschuldigen im Nürnberger Prozess verlor Göring alle Ehrenbürgerschaften (Vorrechte) gemäß Artikel VIII, Ziffer II, Buchstabe i der Direktive 38 des Alliierten Kontrollrats vom 12. Oktober 1946.
1974 ließ der Freistaat Bayern den Nachlass Görings versteigern, was die DDR-Dokumentarfilmer Walter Heynowski und Gerhard Scheumann in ihrem Kurzfilm „Meiers Nachlaß“ (1975) problematisierten.

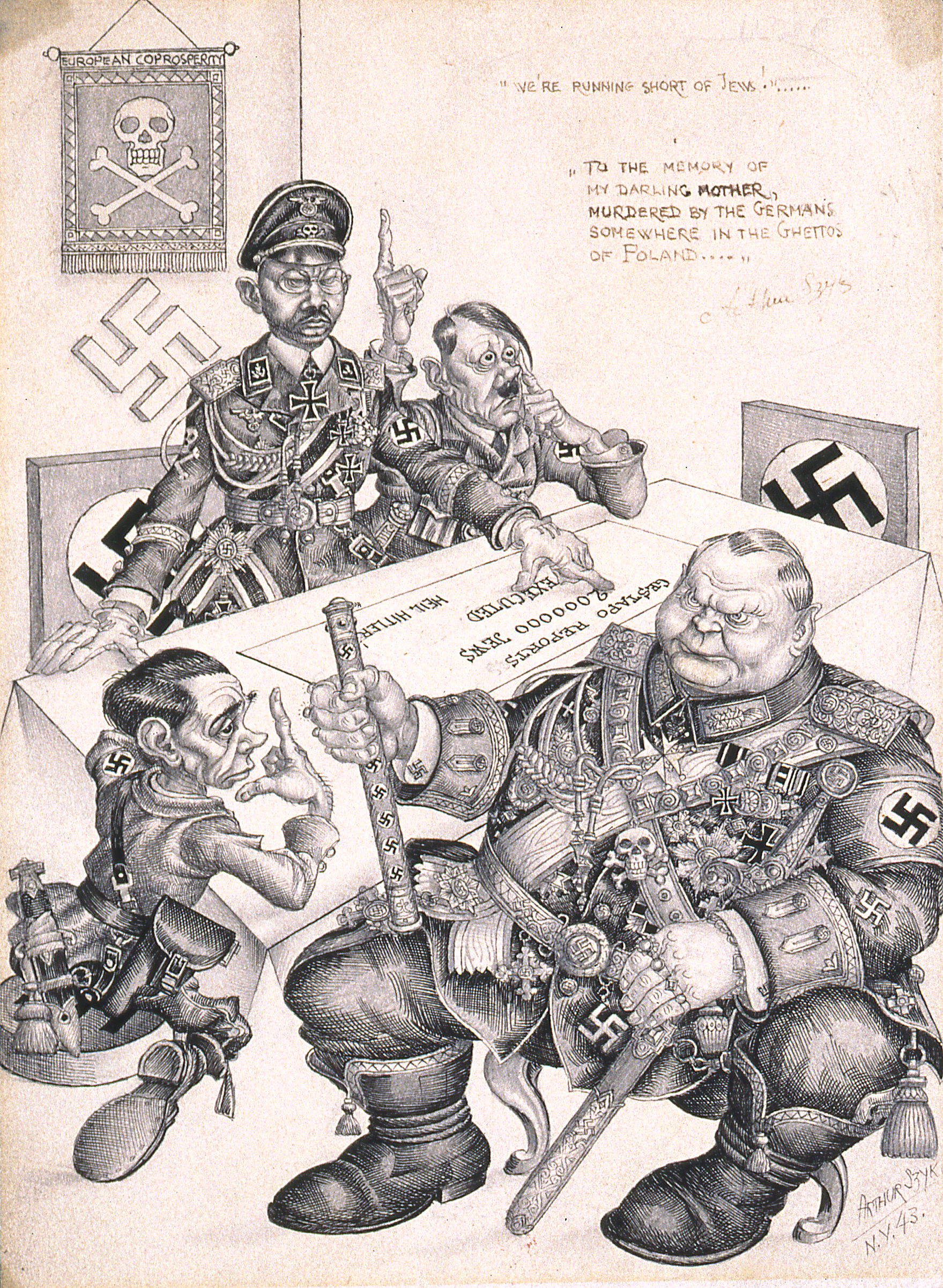
“We’re running short of Jews” (Uns werden die Juden knapp). Karikatur des amerikanischen Zeichners Arthur Szyk, 1943 (von links nach rechts Goebbels, Himmler, Hitler und Göring). Die Karikatur ist Szyks Mutter gewidmet, die in einem Ghetto der Nationalsozialisten im besetzten Polen umgekommen war.
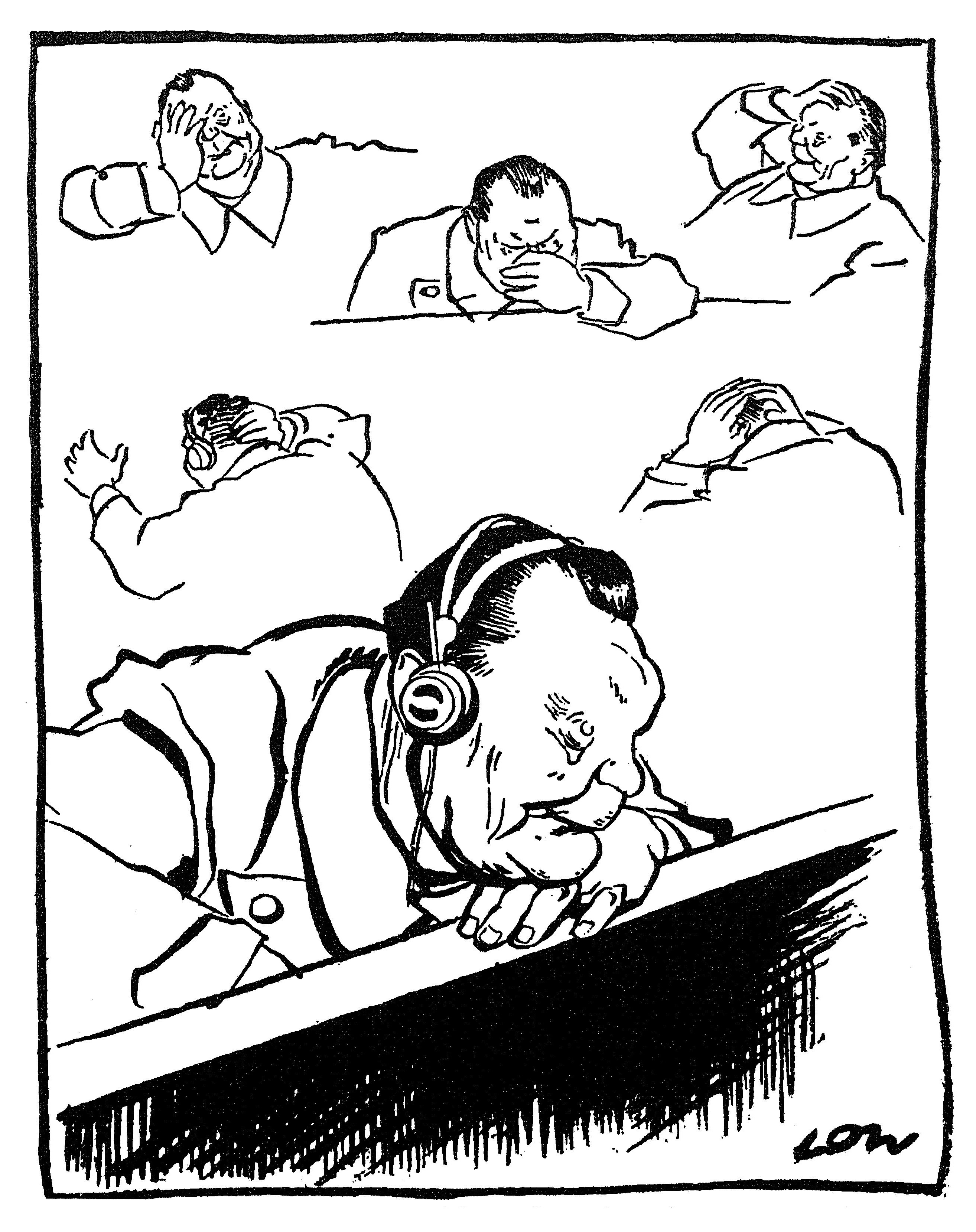
Karikatur von David Low: Görings Gestik auf der Anklagebank im Nürnberger Kriegsverbrecher-Prozess
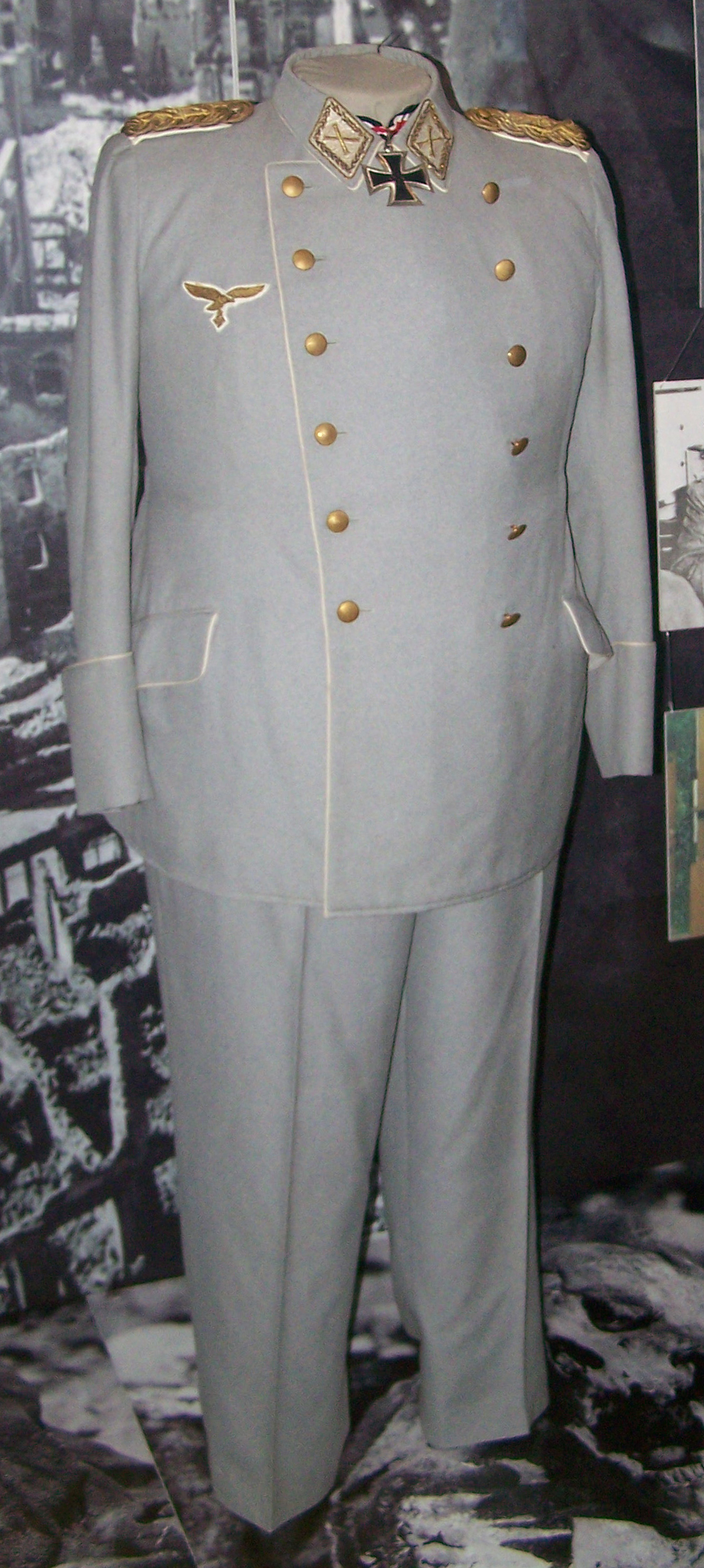
Görings Uniform als Teil einer Sonderausstellung zur Geschichte des Eisernen Kreuzes im Luftwaffenmuseum Berlin-Gatow (2006)

## Filme
- Jörg Müllner: Göring – Eine Karriere. Dreiteilige Dokumentation, Deutschland, 2006, 3 × 45 Min., Untertitel und Erstsendung: „Der Komplize“ (14.), „Der zweite Mann“ (21.), „Nazi Nummer eins“ (28. März 2006) im ZDF.
- Michael Kloft: Görings letzte Schlacht. Das Tribunal von Nürnberg. Zweiteilige TV-Dokumentation, Deutschland, 2006, 2 × 45 Min.
- Eszter Cseke, Andras S. Takacs: Kinder des Bösen: Bettina Göring. Dokumentation, Deutschland, Ungarn, 2016, 43 Min., deutsche Erstsendung: 4. Dezember 2017 auf ZDFinfo.

## Schriften (Auswahl)
- Die Taktik der Jagdgeschwader. In: Georg Paul Neumann (Hrsg.): In der Luft unbesiegt. Erlebnisse im Weltkrieg erzählt von Luftkämpfern. Lehmann, München 1923, DNB 366320238, S. 132–134.
- Aus dem Tagebuch eines Jagdfliegers. In: Georg Paul Neumann (Hrsg.): In der Luft unbesiegt. Erlebnisse im Weltkrieg erzählt von Luftkämpfern. Lehmann, München 1923, DNB 366320238, S. 209–214.
- Der Kampf gegen Marxismus und Separatismus. In: Wilhelm Kube (Hrsg.): Almanach der nationalsozialistischen Revolution. Brunnen-Verlag Willi Bischoff, Berlin, DNB 571699758, S. 155–160 (o. J. [1933]).
- Aufbau einer Nation. Mittler, Berlin 1934, DNB 573492247.
- Reden und Aufsätze. Herausgegeben von Erich Gritzbach. Eher, München 1938, DNB 573492271.